# 야마모토 요시노부
야마모토 요시노부(일본어: 山本 由伸, 1998년 8월 17일~)는 일본의 프로 야구 선수이며, 현재 메이저 리그 베이스볼인 로스앤젤레스 다저스의 소속 선수(투수)이다. 오카야마현 비젠시 출신이다.

## 개요
투수로서 오릭스 버펄로스에서는 세 차례의 리그 우승, 한 차례의 일본 시리즈 우승에 기여했고 로스앤젤레스 다저스에서는 지구 우승, 리그 우승, 월드 시리즈 각각 한 차례의 우승에 기여했다. 개인으로서는 일본 프로 야구(NPB)에서 총 26개의 타이틀(14개)·주요 수상(12개)들을 석권했다.
2021년에 NPB 역대 8번째이자 레이와 시대에서는 처음으로 투수 부문 4관왕을 달성했고 이듬해 2022년에는 NPB 역사상 최초가 되는 2년 연속 투수 부문 4관왕을 달성했다.
2021년부터 2023년까지 NPB 사상 최초로 3년 연속 투수 4관왕을 달성, 역대 최장 타이 기록에 해당되는 3년 연속 사와무라 에이지상과 MVP를 수상했다.
2023년에 사와무라 에이지, 가메다 다다시 이후 역대 3번째(양대 리그제 도입 후 최초)가 되는 2년 연속 노히트 노런을 달성했다(2022년 6월 18일 대 세이부전, 2023년 9월 9일 대 지바 롯데전).
일본 국가대표로서는 한 차례의 WBSC 프리미어 12 우승, 올림픽 금메달 획득, 한 차례의 WBC 우승을 경험했다.
26세까지 MLB에서의 월드 시리즈 우승, 일본 프로 야구에서의 일본 시리즈 우승, 주요 국제 대회 3개(프리미어 12, 올림픽, WBC)에서 모두 우승을 경험한 이력이 있어서인지 이러한 ‘5관왕’을 달성한 선수는 야구계에선 최초이다.

## 인물

### 프로 입단 전
비젠 시립 인베 초등학교 1학년 때부터 소년 야구팀 ‘인베 파워풀스’에서 야구를 시작하였고 비젠 중학교 3학년 때는 소년 야구팀 ‘히가시 오카야마 보이즈’에서 2루수 겸 투수로서 전국 대회에 출전했다.
야구에 집중할 수 있는 환경을 찾아 선배의 소개로 미야자키현에 소재한 미야코노조 고등학교에 진학하여 1학년 때부터 본격적으로 투수로서의 연습을 시작하게 됐다. 1학년 때 하계 선수권 미야자키 대회(전국 고등학교 야구 선수권 미야자키 대회)에 9번 타자 겸 3루수로 출전했다. 1학년 가을부터 본격적으로 투수로 전향하여 2학년 봄에 직구로 147 km/h, 같은 해 하계 미야자키현 신인 야구 대회에서 151km/h를 측정했다. 게다가 이 대회 결승전 상대인 호쇼 고등학교전에서 노히트 노런을 달성했다. 2학년 때 추계 미야자키 대회에서는 미야자키 해양고등학교를 상대로 퍼펙트 게임을 기록했다. 하지만 3학년 때 하계 선수권 대회에서는 팔꿈치 부상당한 사실을 주변에 숨긴 채로 등판했고 첫 경기이자 2차전 상대인 노베오카가쿠엔 고등학교와의 경기에서는 7과 3분의 2이닝 동안 3피안타 1실점 11탈삼진의 호투로 팀을 7대 3으로 승리를 이끌었지만 3차전 상대인 미야자키 상업고등학교와의 경기에서는 투수전 끝에 0대 2로 패했다. 우메노 유고(규슈 산업대학 부속 규슈 산업고등학교), 하마치 마스미(후쿠오카 대학 부속 오호리 고등학교), 오타 류(레이메이 고등학교)와 함께 ‘규슈 사천왕’이라는 평가를 받았다.
2016년 10월 20일에 열린 프로 야구 드래프트 회의에서는 오릭스 버펄로스로부터 4순위 지명을 받아 계약금 4,000만 엔, 연봉 500만 엔(금액 추정치)이라는 조건으로 입단했고 등번호는 43으로 결정했다. 미야코노조 고등학교 출신의 NPB 입성은 1994년 드래프트 회의에서의 지명을 거쳐 요코하마 베이스타스와 계약한 후쿠모리 가즈오 이후 22년 만이었다. 담당 스카우트인 야마구치 가즈오에 의하면 3학년 봄에 프로 구단 스카우트들 사이에서 ‘야마모토가 다리를 다쳤기 때문에 사회인 야구팀으로 가는 것 같다’라는 이야기가 흘러나오면서 각 구단들이 손을 떼는 와중에 야마모토 본인이 “틀림없는 선수니까 믿어주세요” 라고 구단 간부를 설득한 끝에 4순위로 지명했다고 밝혔다. 또한 야마구치는 5월 31일 미야자키현 대회에서의 야마모토가 미야자키 니혼 대학 고등학교전에서 3피안타 14탈삼진 완봉승을 거둔 경기를 지켜보면서 야마모토에 대한 평가를 굳혔다고 한다. 당초 고등학교 졸업 후 어느 사회인 팀으로의 내정이 결정돼 있었지만 프로 지망계 제출 기한 직전에 방침을 전환하여 사회인 팀의 입단을 거절했다고 밝혔다. 또한 주니치 드래건스 전직 스카우트였던 나카타 무네오에 의하면 주니치 규슈 지구 담당 스카우트를 맡고 있던 미세 고지가 야마모토를 높게 평가하고 있어서 4순위 지명을 노리고 있었지만 4순위 지명 순서가 직전(12개 구단 1위)이었던 오릭스에 먼저 지명되는 바람에 야마모토를 지명할 수 없었다고 한다.

### 오릭스 시절

#### 2017년
5월 9일에 2군 공식전인 히로시마 도요 카프전에서 데뷔했는데 2군에서 8경기에 등판하여 33과 2/3이닝 동안 2볼넷 평균 자책점 0.27이라는 안정적인 성적을 남겼고 8월 20일 지바 롯데 마린스전에서의 1군 첫 등판과 동시에 첫 선발 등판을 이뤘고 5이닝 7피안타 1볼넷 6탈삼진 1실점으로 호투했지만 승패는 연결되지 않았다. 당초에는 등판 다음날에 출전 선수 등록이 말소될 예정이었지만 후쿠라 준이치 감독은 야마모토의 선발 등판할 기회를 확약했다. 8월 21일 등록 말소를 거쳐 같은 달 31일의 지바 롯데전에 선발 등판하여 5이닝 4피안타 1볼넷 2탈삼진 2실점이라는 내용으로 데뷔 첫 승리 투수가 됐다. 다음날 9월 1일에 출전 선수 등록이 말소된 이후에도 이른바 ‘던지기 말소’라는 형태로 3경기에 선발 등판했다. 9월 26일 홋카이도 닛폰햄 파이터스전에서 오타니 쇼헤이와 첫 맞대결을 펼쳤는데 오타니로부터 “올해(2017년) 상대한 투수 중에서 최고”라는 찬사를 받았다. 루키 시즌에는 1군에서 5경기에 선발 등판하여 1승 1패, 평균 자책점 5.32의 성적을 거뒀다. 오프에는 300만 엔이 상승한 추정 연봉 800만 엔으로 계약을 갱신했다.

#### 2018년
자율 훈련 기간에 투구폼 변경에 집중했고 춘계 스프링 캠프를 1군에서 시작했다. 개막시 선발 로테이션 6선발을 앤드루 앨버스와 경쟁하고 있었지만 앨버스가 개막 로테이션에 들어간 것에 의해 자신은 개막을 2군에서 맞이했다. 선발로서 조정을 계속하고 있었지만 1군에서는 구원진이 불안정한 팀의 사정이 있어 4월 21일 2군전에서 구원 등판했고 4월 23일에 출전 선수로 등록했다. 다음날인 24일 닛폰햄전에서 데뷔 첫 구원 등판을 했고 4월 28일 후쿠오카 소프트뱅크 호크스전에서는 2점 앞서고 있는 상황에 8회초를 맡아 1이닝을 무실점으로 막고 데뷔 첫 홀드를 기록했다. 팀의 수호신으로 불리던 마스이 히로토시가 3연투 중 맞이한 5월 1일 사이타마 세이부 라이온스전에서는 대역으로 마무리를 맡으면서 탈삼진 2개를 포함한 3자 범퇴로 막아내고 데뷔 첫 세이브를 올렸다. 그 후에는 8차례의 셋업맨을 맡았고 6월 3일의 등판부터는 퍼시픽 리그 역대 3위가 되는 ‘15경기 연속 홀드 포인트’를 기록했다. 7월 1일 종료 시점에서 31경기에 등판하여 3승 1세이브 평균 자책점 0.87, 리그 1위인 21홀드를 기록했고 다음 날 2일에 감독 추천으로 올스타전에 첫 출전하여 오릭스의 홈구장인 교세라 돔 오사카에서 개최된 올스타전 1차전에 퍼시픽 리그 올스타팀의 두 번째 투수로 등판했다.
후반기에 들어서면서 상반신의 피로로 인해 7월 27일 출전 선수 등록이 말소돼 8월 7일부로 1군에 복귀했다. 같은 달 10일의 지바 롯데전에서도 홀드를 기록해 NPB 사상 최초가 되는 ‘10대로서의 시즌 30 홀드 포인트’를 달성했다. 9월 28일 왼쪽 배속빗근 손상으로 출전 선수 등록이 말소되면서 시즌을 마쳤지만 이 해에는 54경기 모두 구원 등판했다. 4승 2패 32홀드 1세이브, 평균 자책점 2.89로 좋은 성적을 남겨 NPB AWARDS 2018의 신인왕 투표에서는 리그 2위인 70표를 기록했다. 오프에는 3,200만 엔이 상승(400% 증가)한 추정 연봉 4,000만 엔으로 재계약을 맺음과 동시에 선발 재전향을 천명했다.

#### 2019년

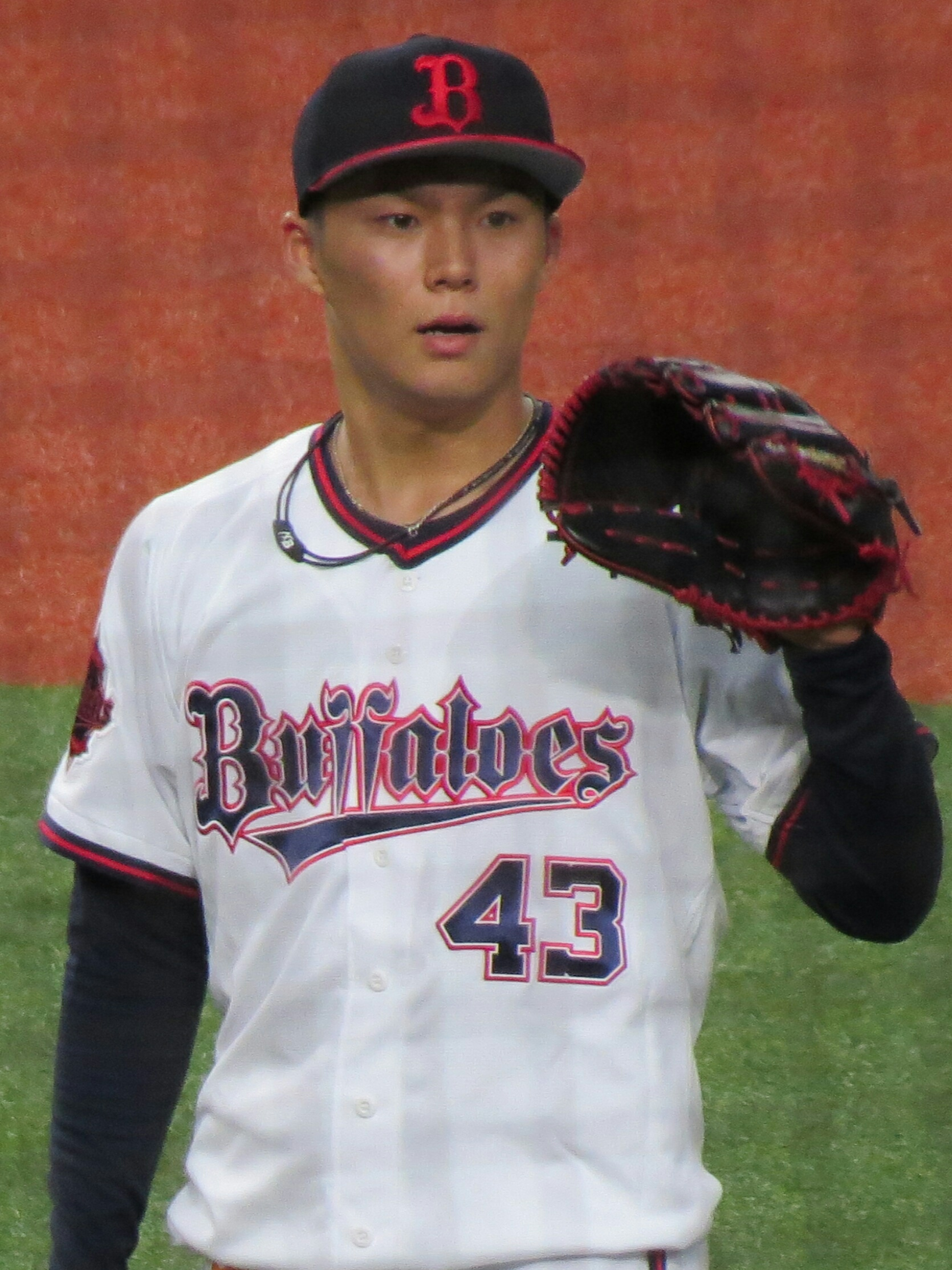
야마모토 요시노부(2019년)

본인의 희망에 더해 작년도 오프에 가네코 지히로와 니시 유키가 이적한 팀내 사정도 있어 선발로 재전향했다. 3월 상순에 일본 대표팀 평가전(자세한 내용은 후술)에 출전하기 위해 일시적으로 팀을 떠났지만 자신의 첫 개막전 로테이션에 진입하여 개막 5경기째인 소프트뱅크전에서 시즌 첫 등판 및 첫 선발로 나왔다. 1군 공식전에서는 자신이 541일 만의 선발 등판을 하게 되면서 8회 1아웃까지 노히트 피칭을 이어갔고 타선의 지원이 없어서 승패는 연결되지 않았지만 9이닝 무실점으로 호투했다. 이어진 4월 11일 지바 롯데전에서도 8이닝 1실점으로 호투하며 시즌 첫 승리 투수가 됐다. 개막 이후부터 10차례의 선발(71과 2/3이닝)로 나오면서 아군 타선의 지원을 받은 점수가 총 11점으로 타선의 받지 못해 6월 17일 종료 시점에서 리그 1위인 평균 자책점 1.63을 기록하면서도 3승 3패로 승수가 주춤했지만 6월 28일 세이부전에서는 9이닝 5피안타 2볼넷 11탈삼진 무실점, 124구의 역투로 데뷔 첫 완투승 및 첫 완봉승을 따냈다. 감독 추천으로 2년 연속 올스타전에 출전하여 1차전에서는 7회부터 퍼시픽 리그 올스타팀의 5번째 투수로 등판해 3이닝 2실점으로 올스타전 첫 세이브를 올리며 감투 선수상을 수상했다.
8월 9일의 연습 도중 왼쪽 옆구리에 이상을 느껴 다음날 10일의 선발 등판을 회피하고 왼쪽 배바깥빗근 손상이라는 진단을 받고 출전 선수 등록이 말소됐다. 최우수 평균 자책점 타이틀 획득을 위해 부상 여파로 규정 투구 이닝을 채우지 못할 것이라는 일각에서 우려가 나오곤 있었으나 9월 8일 닛폰햄전에 복귀하여 정규 시즌 최종전인 같은 달 29일 소프트뱅크전에서 규정 투구 이닝을 채웠다. 그해는 지원율 2.36으로 타선의 지원을 받지 못해 20경기에 선발 등판하여 8승 6패를 기록했지만 평균 자책점 1.95로 자신의 첫 타이틀이 되는 최우수 평균 자책점을 획득했다. 오프인 11월 5일에 개최되는 제2회 프리미어 12(자세한 내용은 후술)에 출전했는데 이 대회 기간 중인 11월 13일에는 은퇴한 기시다 마모루를 계승하는 형태로 구단에서는 등번호를 18번으로 변경했다는 사실을 공식 발표했다. 같은 달 30일에는 재계약 협상에서 5,000만 엔이 상승한 추정 연봉 9,000만 엔으로 서명했다.

#### 2020년
코로나19의 여파로 정규 시즌이 6월로 연기됨에 따라 시즌 경기 수도 120경기제로 치렀다. 개막 3경기째인 도호쿠 라쿠텐 골든이글스전에서 시즌 첫 등판 및 첫 선발 등판하여 8이닝 무실점 호투로 시즌 첫 승리 투수가 됐다. 7월 5일 세이부전에서는 6회말에 NPB 타이 기록인 ‘한 이닝 3사구’를 내줬으나 7이닝 2실점으로 막아내며 승리 투수가 됐다. 이어진 12일 닛폰햄전에서 9이닝 4피안타 13탈삼진 1실점과 자신의 첫 무4사구 완투승을 올렸다. 7월 26일 라쿠텐전(3회말)부터 8월 25일 소프트뱅크전(3회말)까지는 ‘25이닝 연속 탈삼진’을 기록하여 일본인 투수로서의 최장 기록(22이닝 연속)을 경신했다. 9월에는 한 달 동안 5선발로 4승 1패와 평균 자책점 0.73이라는 좋은 성적을 남기며 자신의 첫 월간 MVP를 수상했다. 10월 21일에는 상반신의 몸 상태가 좋지 않아 출전 선수 등록이 말소되면서 시즌을 마쳤지만 그 해엔 18경기에 선발 등판하여 8승 4패와 평균 자책점 2.20을 기록했다. 더 나아가 소프트뱅크의 센가 고다이와 함께 149 탈삼진으로 최다 탈삼진 타이틀을 획득했다.
오프에는 6,000만 엔이 상승한 추정 연봉 1억 5,000만 엔으로 계약을 갱신했다.

#### 2021년
자신의 첫 개막전 선발 투수로 지명돼 세이부와의 개막전에서 시즌 첫 등판 및 첫 선발 등판했다. 오릭스의 실책이 남발되면서 7이닝 4실점(1자책점)으로 패전 투수가 됐지만 이어진 4월 1일 소프트뱅크전에서는 9이닝 2피안타 1볼넷 13탈삼진 무실점, 2루를 밟지 않는 피칭으로 2년 만의 완봉승을 따냈다. 6월 11일 히로시마전에서 개인 최다인 15탈삼진을 기록하는 등 교류전에서는 세 차례의 선발로 나오면서 3승, 평균 자책점 1.23, 12구단 중에서 1위에 해당되는 33탈삼진이라는 좋은 성적을 남겼고 팀을 11년 만의 교류전 우승으로 이끌며 MVP를 획득하는 영예를 안았다. 6월 종료 시점에서 14경기에 선발로 나와 7승 5패, 리그 1위인 평균 자책점 1.90을 기록하면서 7월 1일에 있은 선수간 투표에서 3회 연속 통산 3번째로 올스타전에 출전하여 1차전 선발을 맡아 2이닝 1탈삼진 무실점의 호투를 선보였고 2년 만에 감투 선수상을 수상했다. 도쿄 올림픽 출전(후술)을 거친 뒤 8월 20일 세이부전에서 후반기 첫 등판 및 첫 선발로 나서며 9이닝 1실점 완투승으로 자신의 첫 두 자릿수 승리를 기록했다. 과거 2년은 후반기에 이탈하는 기간이 있었지만 이 해에는 팀 전력에서 이탈하지 않으면서 선발 로테이션을 지켜냈고 라쿠텐과의 정규 시즌 최종전에서는 완봉승을 거두며 자신의 15연승을 기록했다. 6월달부터 4연속 월간 MVP를 수상하여 26경기에 선발 등판으로 18승 5패와 평균 자책점 1.39, 승률 0.783, 탈삼진 206개로 압도적인 성적을 남겨 역대 12번째(구단 역사상 최초)인 투수 부문 4관왕을 달성했다. 또 6완투·4완봉·193과 2/3이닝도 리그 1위였고 투수 7개 부문에서의 1위는 양대 리그 출범 후 첫 쾌거였다.
절대적인 에이스로 성장해서 2년 연속 최하위였던 팀을 25년 만의 리그 우승으로 이끌어 포스트시즌 첫 등판이 된 지바 롯데와의 클라이맥스 시리즈 파이널 스테이지 1차전에서는 첫회의 1점을 지켜내고 무4구 완봉승을 올렸다. 도쿄 야쿠르트 스왈로스와의 일본 시리즈에서는 1차전과 6차전에 선발로 나왔는데 총 15이닝을 탈삼진 20개, 2실점으로 호투하여 팀은 우승을 놓쳤지만 앞서 언급했던 준수한 성적을 남긴 공로로 감투 선수상을 수상했다.
11월 22일에 열린 사와무라 에이지상 선정위원회에서 만장일치로 첫 수상한 것 외에 최우수 배터리상, 골든 글러브상, 베스트 나인을 첫 수상하는 영예를 안았다. 또한 12월 15일에 개최된 NPB AWARDS 2021에서 1위 283표·2위 1표·3위 1표 등 총 1419점으로 퍼시픽 리그 MVP 첫 수상을 차지했다.

#### 2022년

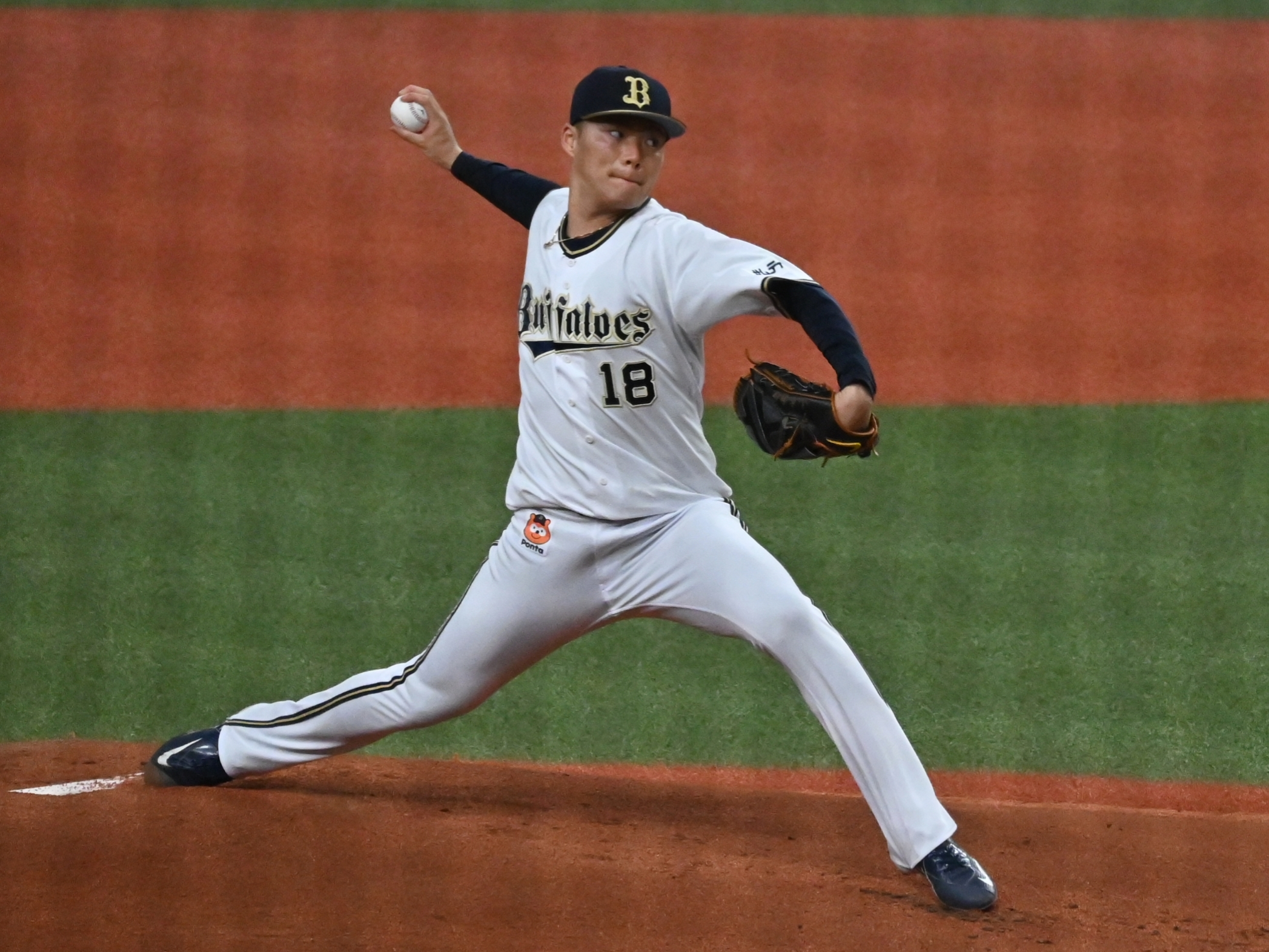
2022년 5월 14일, 교세라 돔 오사카에서

1월 27일에 재계약 협상을 실시하여 2억 2,000만 엔이 상승한 추정 연봉 3억 7,000만 엔에 서명했다. 프로 6년차의 연봉 3억 엔 돌파는 오릭스 구단에 있어서의 가장 빠른 기록이며 고졸 6년째에는 다르빗슈 유의 3억 3,000만 엔을 뛰어넘는 역대 최고액이 됐다. 정규 시즌에서는 2년 연속 개막전 선발 투수로 지명되면서 세이부와의 개막전에서 시즌 첫 등판 및 첫 선발로 나서 8이닝 무실점의 호투로 승리 투수가 됐다. 팀의 개막전 연패를 10으로 막아내면서 12년 만의 개막전 승리를 안겼다. 4월 9일 지바 롯데전에서도 7이닝 2실점으로 호투하며 개막 3연승을 기록했는데 작년부터 자신의 18연승을 달리며 구단 최장 기록(17연승)을 경신했다. 이어진 19일의 소프트뱅크전에서도 8이닝 2실점(1자책점)으로 호투했지만 타선의 지원이 없어서 335일 만에 패전 투수가 됐다. 5월 3일 소프트뱅크전에서 자신의 최악의 기록인 7실점(6자책점)을 내주는 등 5와 1/3이닝으로 강판돼 패전 투수가 됐고 몸 상태를 고려하여 다음날인 4일에 출전 선수 등록이 말소됐다. 최단 10일 만에 복귀한 5월 14일 지바 롯데전에서는 8이닝 무실점의 호투로 승리 투수가 됐다. 6월 18일 세이부전에서는 9이닝 1볼넷 9탈삼진이라는 내용으로 역대 86명째(97번째)가 되는 노히트 노런을 달성했다. 6월에는 네 차례의 선발로 나오면서 3승 0패, 평균 자책점 0.56을 기록하며 통산 6번째 월간 MVP를 수상했다. 7월 12일 종료 시점에서 15경기에 선발 등판하여 9승 4패, 평균 자책점 1.72를 기록했고 다음날인 13일에 감독 추천으로 4회 연속 4번째로 올스타전에 출전하여 2차전에 퍼시픽 리그 올스타팀의 3번째 투수로 등판했다. 9월에는 리그 우승을 놓고 경쟁하는 소프트뱅크를 상대로 2전 2승을 기록하는 등 한 달 동안 다섯 차례의 선발 등판으로 4승 0패, 평균 자책점 1.38을 기록하여 그해 두 번째(개인 통산 7번째)인 월간 MVP를 수상했다.
후반기에는 무패 기록과 팀의 에이스 역할을 하는 등 최대 11.5경기 차로 역전 우승(리그 연패)에 큰 기여를 했다. 그해 26경기에 선발 등판하여 15승 5패, 평균 자책점 1.68, 승률 0.750, 탈삼진 205개의 성적으로 일본 프로 야구 사상 최초로 ‘2년 연속 투수 부문 4관왕’을 달성했다. 
포스트시즌에서는 소프트뱅크와의 클라이맥스 시리즈 파이널 스테이지 1차전에 선발 등판하여 8이닝 무실점 호투로 승리 투수가 됐다. 야쿠르트와의 일본 시리즈 1차전에도 선발로 나왔으나 5회 도중 4실점으로 패전 투수가 됐는데 이 경기에서 왼쪽 옆구리를 다쳐 당초 예정됐던 6차전 선발을 피하고도 팀은 26년 만에 일본 시리즈 정상에 올랐다.
10월 24일에는 2년 연속 사와무라 에이지상 수상자로 결정되면서 2년 연속 수상은 2017, 2018년에 스가노 도모유키 이후 6번째이자 퍼시픽 리그 구단 소속 선수로는 사상 첫 쾌거를 이뤘다. 그 외에 최우수 배터리상, 골든 글러브상, 베스트 나인도 모두 2년 연속 수상했다. 더욱이 11월 25일에 개최된 NPB AWARDS 2022에서 1위 255표·2위 7표·3위 3표 등 총 1299점으로 2년 연속 퍼시픽 리그 MVP를 수상했다.
12월 27일에 있은 재계약 협상에서는 2억 8,000만 엔이 상승한 추정 연봉 6억 5,000만 엔에 서명했는데 2018년 가네코 지히로의 6억 엔을 웃돌아 오릭스 구단 역사상 최고 연봉이 됐다.

#### 2023년
월드 베이스볼 클래식에 출전(자세한 내용은 후술)을 거쳐 개막 일주일 전 팀에 합류했다. 개막 6경기째인 소프트뱅크전에서 시즌 첫 등판 및 첫 선발로 나와 WBC의 영향을 고려하여 6이닝 85구를 던져 강판됐으나 2피안타 2볼넷 6탈삼진 무실점의 호투로 시즌 첫 승을 올렸다. 그 후 5월에는 발열 증세로 열흘간의 이탈이 있었지만 교류전에서는 3경기에 등판해 24이닝 동안 단 1실점의 내용으로 3전 전승을 거두었고 6월 13일 한신 타이거스전에서는 8이닝 2피안타 무실점 11탈삼진의 호투로 자신의 한신 고시엔 구장에서의 첫 승리를 장식했다. 7월 8일 세이부전에서는 9이닝 5피안타 1볼넷 13탈삼진 1실점으로 쾌투하며 시즌 첫 완투승을 따냈다. 이 경기를 종료한 시점에서 12경기에 선발로 나와 8승 3패 평균 자책점 1.79를 기록하여 같은 달 14일 플러스 원 투표에 의해 5회 연속 5번째로 올스타전에 출전 자격을 얻어 7월 19일에 열린 올스타전 1차전에 퍼시픽 리그 올스타팀의 두 번째 투수로 등판했다.
9월 9일 지바 롯데전에서 전후 사상 첫 2년 연속이자 일본 프로 야구 통산 100번째의 노히트 노런을 달성했는데 허용한 주자는 4사구로 출루했던 두 명뿐이었다. 9월 24일 세이부전에서는 7이닝 3피안타 10탈삼진 무실점의 호투로 다르빗슈 유(2007~2009년) 이후 14년 만이자 구단에서는 야마다 히사시(1976~1979년) 이후 44년 만에 3년 연속 15승째를 올렸다. 9월과 10월에는 4승 1패, 평균 자책점 0.49를 남기는 등의 활약으로 4년 연속이자 통산 8번째의 월간 MVP를 수상했다. 최종적으로 평균 자책점은 커리어 하이가 되는 1.21을 기록했는데 이는 퍼시픽 리그 역대 2위의 높은 기록이었다. 여기에 평균 자책점에 더해 16승 6패, 승률 0.727, 탈삼진 169라는 성적으로 자신이 가진 프로 야구 기록을 갈아치우는 ‘3년 연속 투수 부문 4관왕’을 달성하고 팀의 리그 3연패를 달성하는 일등공신이 됐다.
포스트시즌에서는 지바 롯데와의 클라이맥스 시리즈 파이널 스테이지 1차전에 선발로 나오면서 첫회에 3실점을 내주는 등 7이닝 10피안타 5실점으로 고전을 면치 못했지만 타선의 대량 지원도 있어 승리 투수가 됐다. 한신과의 일본 시리즈 1차전에서는 개인 최악의 기록인 7실점을 내주고 6회 도중에 강판돼 패전 투수가 됐는데 2승 3패로 일본 시리즈 우승의 유리한 고지에 오른 6차전에서는 초반에 선제점을 허용하는 등 다소 불안정한 투구를 보였지만 막판에 컨디션을 끌어올려 9이닝 138구 1실점의 완투로 자신의 일본 시리즈 통산 5번째의 등판 끝에 첫 승을 올렸다. 또한 이 경기에서 기록한 14탈삼진은 일본 시리즈 단일 경기 최다 탈삼진 신기록을 경신했다. 이 승리로 대전 성적을 3승 3패가 되면서 승부를 원점으로 되돌렸는데 팀은 7차전에서 패하여 2년 연속 일본 시리즈 우승을 놓쳤지만 6차전에서 일본 시리즈 신기록인 14탈삼진을 기록한 공로로 우수 선수상을 수상했다.
10월 30일에 3년 연속 사와무라 에이지상을 수상자로 선정됐는데 세 차례 수상은 역대 최다 타이 기록이며 3년 연속 수상은 가네다 마사이치 이후 65년 만에 역대 두 번째가 됐다. 더 나아가 최우수 배터리상, 골든 글러브상, 베스트 나인도 3년 연속 수상하는 영예를 안았다. 11월 28일에 개최된 NPB AWARDS 2023에서 1위 259표·2위 5표·3위 1표 등 총 1311점으로 야마다 히사시(1976~1978년), 이치로(1994~1996년)에 이어 역대 세 번째로 3년 연속 퍼시픽 리그 MVP를 수상했다.
시즌 종료 후인 11월 5일에 포스팅 시스템을 이용한 MLB 도전이 승인됐고 11월 21일 MLB에의 신청 수리가 완료되면서 MLB 구단과의 협상에 들어갔다.

### 로스앤젤레스 다저스 시절
2023년 12월 22일, 로스앤젤레스 다저스와 12년 총액 3억 2,500만 달러(약 465억 엔)에 계약을 맺었다. 이는 게릿 콜이 뉴욕 양키스와 맺은 9년 총액 3억 2,400만 달러를 제치고 메이저 리그 투수로는 사상 최고 액수이며 6년차와 8년차 종료 시 계약을 파기할 수 있는 옵트아웃 조항이 포함돼 있다. 친정팀 오릭스로의 포스팅비는 5,062만 5,000달러(약 72억 엔)이다. 등번호는 오릭스 시절과 마찬가지로 18번이 됐고 다저스의 일본인 선수로는 구로다 히로키와 마에다 겐타 다음으로 세 번째이다. 같은 달 28일에 입단 기자회견을 갖고 다저스 입단을 결정한 이유는 “계속 이기고 싶은 마음이 강했고, 거기서 가장 가까운 곳이 다저스라고 느꼈다”고 말했다. 야마모토는 또한 자신보다 먼저 다저스 유니폼을 입은 오타니 쇼헤이에 대해서 다음과 같이 말했다.
| “ | 세계 톱 선수라고 생각하기 때문에 그런 선수와 같은 팀에서 플레이할 수 있는 건 특별한 일이다. 나의 야구 인생은 이제 시작이기 때문에, 성장으로 이어질 수 있을 것 같다. | ” |
|   | — 야마모토 요시노부 |   |

#### 2024년
3월 11일, 대한민국 서울에서 열리는 메이저 리그 베이스볼 서울 시리즈 샌디에이고 파드리스와의 개막 2차전에 선발 등판한다고 공식 발표됐다. 3월 15일에는 다저스의 코치진, 선수들과 함께 인천국제공항에 입국했고 3월 20일에 개막 로스터에 진입했다. 3월 21일에 열린 개막 2차전에 선발 등판하여 메이저 리그 데뷔전을 치렀지만 첫회에 제구력 난조로 43개의 공을 던져 5실점을 내주고 강판됐다. 다저스 선수가 데뷔전에서 한 경기 5실점을 내준 것은 1958년 랄프 모리엘로 이후 두 번째다. 또한 평균 자책점은 45.00을 기록하면서 이가와 게이, 후지나미 신타로를 뛰어넘은 선발 등판한 일본인 투수가 메이저 리그 데뷔 무대에서의 최악의 기록을 남겼다. 4월 6일 시카고 컵스전에서 5이닝 3피안타 무실점으로 호투하여 MLB 데뷔 첫 승리 투수가 됐다. 그 후 시즌 중에 오른쪽 어깨 회전근개 부상으로 전력에서 이탈(60일 부상자 명단)하면서도 7승, 평균 자책점 3.00, 105탈삼진으로 반등했다.
첫 등판이 된 포스트시즌에서는 샌디에이고 파드리스와의 지구시리즈 첫 경기에서 3이닝 5실점으로 강판됐지만 다르빗슈 유와 투수전을 펼친 5차전에서 5이닝 무실점 호투로 MLB 포스트시즌에서의 첫 승리를 거뒀다. 리그 우승을 결정짓는 뉴욕 메츠와의 리그 챔피언십 시리즈 4차전에서 5회 도중까지 2실점으로 역투해 팀의 리그 우승에 기여했다. 뉴욕 양키스와의 월드 시리즈 2차전에서는 7회 중간까지 1실점의 호투를 선보여 일본인 투수로는 2007년 보스턴 레드삭스 소속이던 마쓰자카 다이스케 이후 두 번째가 되는 월드 시리즈에서의 승리를 거머쥐어 팀의 월드 시리즈 우승에 공헌했다. 26세의 월드 시리즈 우승 경험은 일본인으로선 최연소 기록이다.

#### 2025년

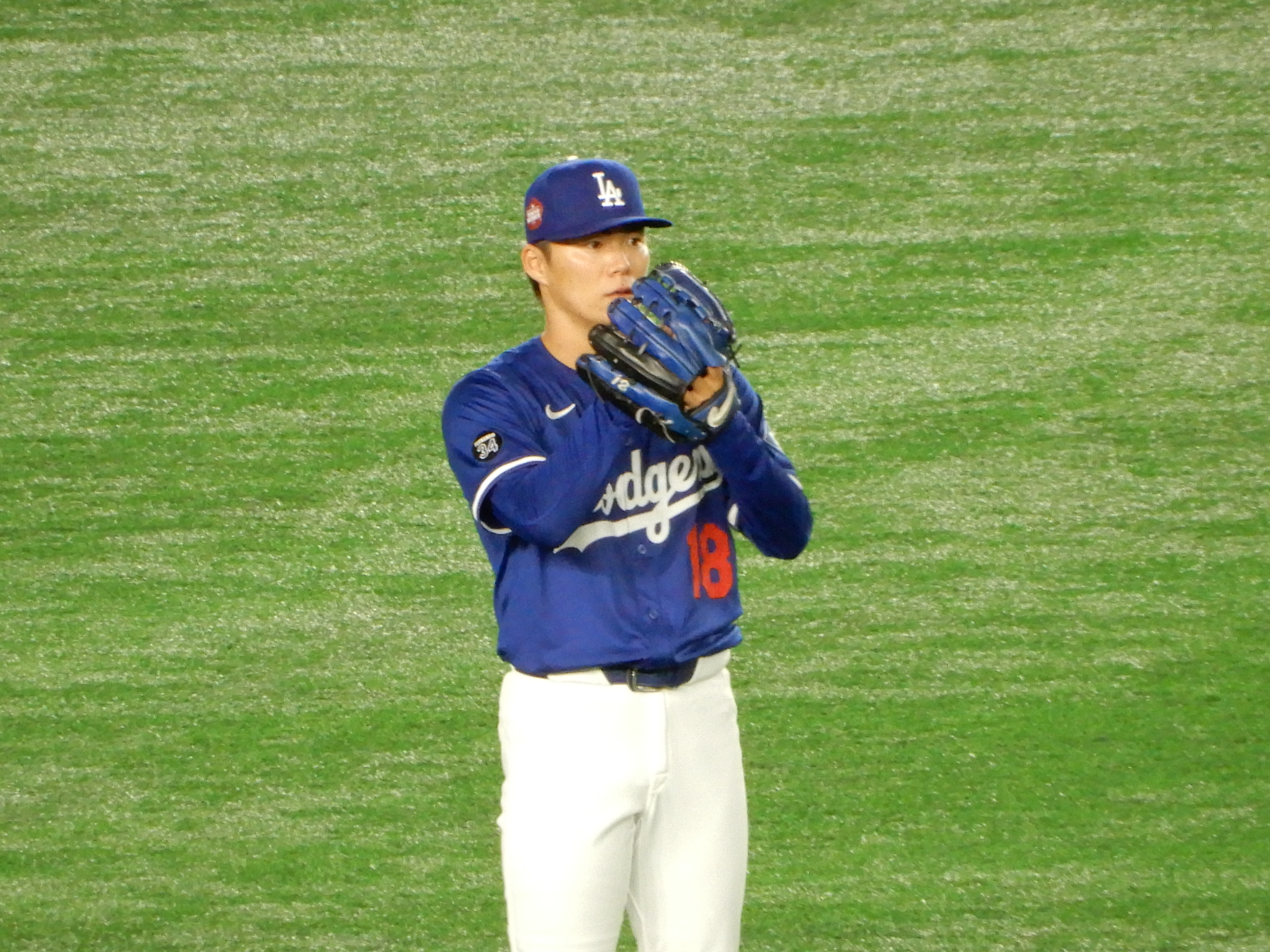
2025년 3월 15일, 도쿄 돔에서

3월 13일, 일본 도쿄 돔에서 6년 만에 개최되는 시카고 컵스와의 개막전인 MLB 도쿄 시리즈 31명의 엔트리에 발탁돼 같은 날 다저스의 일원으로서 귀국했다. MLB에서 자신의 첫 개막전 선발 투수를 맡았고 역시 개막전 선발 투수로 나온 시카고 컵스의 이마나가 쇼타와의 맞대결이 성사됐다. 이 경기에서 야마모토는 5이닝 1실점으로 승리 투수가 됐다. 3·4월에는 6경기에 선발로 나오면서 메이저 리그 1위에 해당되는 평균 자책점 1.06을 기록하여 3·4월의 내셔널 리그 이달의 투수상을 첫 수상했다. 구단 투수로는 2023년 4월 클레이턴 커쇼 이후 2년 만이며 일본인 투수로는 노모 히데오, 이라베 히데키, 다나카 마사히로, 다르빗슈 유에 이어 5번째이다.

## 국가대표 경력

### 멕시코 대표팀과의 평가전
2019년, 일본 대표팀에 처음으로 소집되면서 3월 10일에 멕시코와의 평가전에서 구원 투수로서 실전 등판을 이뤘다.

### 제2회 WBSC 프리미어 12
2019년 시즌 종료 후 11월에 개최된 제2회 WBSC 프리미어 12에서 일본 대표팀에 공식 합류했다. 당초 라쿠텐의 구원진에서 발탁된 마쓰이 유키, 모리하라 고헤이가 부상으로 출전을 포기함에 따라 같은 해 정규 시즌에서 한 번도 경험하지 못한 셋업맨으로 기용돼 일본의 대회 첫 우승에 기여했다.

### 도쿄 올림픽
2021년 6월 16일에 도쿄 올림픽 야구 일본 대표팀에 발탁됐다. 이 대회에서 예선 1차전 상대인 도미니카 공화국전에 선발 등판하여 6이닝 2피안타 9탈삼진 무실점으로 호투했고 준결승전인 대한민국전에서도 선발 등판해 5와 1/3이닝을 던져 5피안타 2실점으로 강판했다. 팀의 금메달 획득에 기여했고 WBSC(세계 야구 소프트볼 연맹)가 발표한 올 올림픽 팀 우완 투수 부문에 선정됐다.

### 제5회 WBC
2023년 1월 6일에 제5회 월드 베이스볼 클래식 일본 대표팀에 발탁됐다. 예선 1라운드 4차전 상대인 오스트레일리아전에 선발로 나와 4이닝 1피안타 무실점 8탈삼진의 호투로 예선 1라운드 1위로 올라선 것에 기여하는 역할을 했다. 준결승전을 앞둔 시점에서 결승에서의 선발 등판도 예상했었지만 준결승전인 멕시코전에서는 3점 뒤진 5회부터 등판해 3과 1/3이닝 2실점 4탈삼진으로 강판했다.

## 선수로서의 특징
| 구종     | 배분 % | 평균 구속 mph |
| -------- | ------ | ------------- |
| 포심     | 40.6   | 95.5          |
| 스플릿   | 24.2   | 90.2          |
| 커브     | 23.1   | 78.0          |
| 컷볼     | 6.1    | 91.5          |
| 슬라이더 | 3.2    | 86.4          |
| 싱커     | 2.7    | 94.8          |

평균 95.5mph(153.6km/h, 2024년 시즌)·최고 속도 159km/h를 측정하는 포심과 스플릿, 커브, 싱커, 슈토, 컷볼, 슬라이더 등 다양한 변화구를 섞어 구사하며 그 중에서도 스플릿이 높게 평가받고 있다.
투구 폼은 스리쿼터이며 투구 동작시 상체를 들이밀면서 릴리스에서 왼발을 당기는 투구 폼의 소유자로 투구 시 하체 쓰임새와 필딩에 대한 평가도 높다. 프로 야구의 우완 투수로는 보기 드물게 위의 폼을 익히게 된 계기는 오릭스 1년차(2017년)의 비시즌에 참가한 쓰쓰고 요시토모 등과의 합동 자율 훈련에서 신체의 강도, 유연성, 연동성 등을 동시에 높일 수 있는 훈련 방법을 배운 데 있다. 이를 계기로 브릿지 운동 자세에서 손발을 올리거나 몸을 회전시키는 등의 움직임을 단련하는 ‘강화 체조’를 매일 3시간에 걸쳐 실행에 옮겼다. 쓰쓰고와 함께 사사하는 트레이너의 권유로 플라스틱 재질의 창(무게 400g)을 사용한 자벨릭 슬로와 해머와 비슷한 도구(무게 약 4kg)를 사용한 원운동도 훈련에 도입했다. 투구폼의 특징은 창던지기에서 힌트를 얻은 팔던지기인데 이 투구폼은 자신의 틀을 확립하고 있으며, 나쁘면 그 이전의 투구폼으로 되돌릴 수 있는 자신만의 스타일을 갖췄다. 전도유망한 젊은 선수가 합동 자주 훈련 때 안일하게 흉내내다가 오히려 투구폼을 무너뜨리는 사례도 있었다.
오릭스에서의 1년차에는 선발 등판 때 상대 타자에게 버티는 일이 많았다. 투구 수를 줄일 목적으로 시즌 종료 후 컷볼을 강화했더니 최고 속도가 150km/h를 웃돌았다. 선발로 복귀한 2019년 춘계 스프링 캠프에서는 투구의 폭을 넓히기 위해 컷볼과 반대 방향으로 변화되는 슈토 던지는 법을 습득했다. 습득에 있어서는 랜디 존슨이 현역 시절에 던졌던 투심 잡는 방법을 참고했다고 한다. 스플릿도 빠른 편인데, 최고 시속 150km/h 이상의 구속을 기록했다.
당시 일본 야구 국가대표팀 감독이었던 이나바 아쓰노리로부터는 오릭스에서의 2년차(2018년)부터 ‘강한 공을 던진다’는 평가를 받아 이듬해 2019년부터 대표로 발탁했다. 오릭스의 OB이자 뉴욕 양키스에서 활약한 경험이 있는 이가와 게이로부터 4년차(2020년)인 정규 시즌 개막 직후에 “150km/h대의 직구와 같은 팔동작으로 포크볼을 던질 수 있는 투수는 MLB에도 극히 적은 편이다. (좌완 투수인) 나보다 몇 배 많은 능력을 갖고 있으니 그 직구를 던지기 전에 MLB에 도전했으면 하는 바램이다”라는 표현으로 야마모토에 대한 응원을 보낸 바 있다.

## 에피소드
- 애칭은 ‘욧시’(ヨッシー)[251], ‘요시’(ヨシ)[252]이다.

- 이름인 ‘요시노부’(由伸)에 대해서는 어머니 이름이 들어간 ‘由’, 아버지 이름이 들어간 ‘伸’자를 합쳐서 할머니가 지어줬다고 한다.[46] 하지만 일각에서는 ‘태어난 연도인 1998년 요미우리 자이언츠에 입단하여 활약했던 다카하시 요시노부의 이름을 따서 요미우리팬인 아버지가 이름을 지어줬다’는 내용의 언론에 보도된 적이 있었다.[22]

- 특기는 어디서나 잠을 잘 자는 것인데 버스로 이동할 때 잠깐이라도 앉아있으면 쪽잠을 자는 경우가 많다. 주변이 시끄러워도 아무렇지 않게 잘 수 있다는 것이다. 잘 자면서도 피로가 쌓지 않을 정도의 성격일지도 모른다는 이야기도 있다.[253]

- 자신보다 2살 위인 돈구 유마와는 ‘친정이 소꿉친구’라는 사이로 어릴 적부터 사이가 좋았고 소년 야구팀 시절을 거쳐 오릭스에서 팀 동료로 발전했다.[254] 돈구는 내야수로 등록된 상태에서 2019년 오릭스에 입단했지만 후에 원래 포지션인 포수로 복귀함에 따라 2020년 3월 10일의 시범 경기(교세라 돔 오사카에서의 주니치 드래건스전)에서는 데뷔 후 처음으로 실전에서 야마모토와 배터리를 구성했다.[255] 2023년 5월 13일의 소프트뱅크전에서는 처음으로 야마모토와 함께 경기 수훈 선수로 선정돼 히어로 인터뷰의 주인공으로 나선 적도 있다.[256]

- 미야코노조 고등학교 야구부 팀 동료로 도고 쇼세이의 친형이 있었던 인연으로 자신보다 2살 어린 도고와도 중학교 시절부터 안면이 있다. 도고에겐 세이신 우르술라 가쿠엔 고등학교 입학 전에 ‘(장래에 본인이 있는 NPB로) 같이 야구하자’고 말을 걸었고 재학 중 사인 요청에 응한 적도 있다고 한다. 도고는 졸업 후 요미우리에 입단하면서 야마모토와 마찬가지로 프로 1년차부터 1군 공식전에서 선발승을 거둔 것 외에 2년차에도 성적을 크게 늘리고 있다.[257]

- 웨이트 트레이닝은 전혀 하지 않는다. 2020년 비시즌에 옛날 여성이 쌀가마니를 짊어지는 사진을 보고 “‘짊어질 수 있나?’라고 생각하지 않았을까. 요령을 알기 때문에 들고 옮길 수 있다. 인간에게는 그럴 정도의 힘은 있을 거다”, “근육이 아니다. 자기 몸의 중심 위치를 명확히 하는 것이 중요하다. 힘으로 들어올리는 것이 아니라 제대로 태우는 것이다. 던지는 것도 마찬가지라고 본다”라고 생각했기에 그러한 인식이 강해졌다.[258] 한편 고등학교 1학년 겨울부터 체중이 줄어드는 과도한 달리기를 멈추고 증량으로 이어질 수 있도록 훈련 메뉴를 재검토한 것이 구속 향상의 성공적인 체험으로 이어졌다고 한다.[259]

- 전속 영양사를 고용해서 식단을 관리하고 있으며 몸이 차가워지는 것을 피하기 위해 가게 등에서 나오는 얼음물은 마시지 않는다.[260] 가장 좋아하는 음식은 ‘매일 먹고 싶을 정도’라는 야키니쿠이지만 영양사의 지도로 절제하고 있다.[261] 싫어하는 음식은 피망이다.[262]

- 도쿄 올림픽에서의 금메달을 획득한 영예를 기리기 위해 2021년 12월 18일에 오카야마현 비젠시의 JR 인베역 북쪽 출구에 기념 골드 포스트(제34호)가 설치됐다(골드 포스트 프로젝트[263]).

### 사회 공헌 활동
- 2020년 5월 13일, 고기능 마스크 약 200만 엔 분을 오사카부 의료 기관에 기증했다는 사실이 오릭스 구단에서 발표됐다.[264]

- 2024년 8월 20일, 로스앤젤레스 다저스에 의한 사회 공헌 활동의 일환으로 로스앤젤레스 근교의 초등학교를 방문해 일본어를 배우는 아동들에게 그림책을 읽어주고 교류하는 시간을 가졌다.[265]

## 상세 정보

### 출신 학교
- 미야코노조 고등학교

### 선수 경력
NPB
- 오릭스 버펄로스(2017년~2023년)

MLB
- 로스앤젤레스 다저스(2024년~)

국가 대표 경력
- 2019년 WBSC 프리미어 12 일본 국가대표
- 2020년 하계 올림픽 일본 국가대표
- 2023년 월드 베이스볼 클래식 일본 국가대표

### 수상·타이틀 경력

#### 타이틀
- 다승왕: 3회(2021년~2023년) ※3회 달성은 이나오 가즈히사, 노모 히데오, 와쿠이 히데아키에 이은 퍼시픽 리그 4위 타이 기록. 3년 연속은 노모 히데오 다음으로 역대 2위 타이 기록
- 최우수 평균 자책점: 4회(2019년, 2021년~2023년) ※4회 달성은 이나오 가즈히사에 이은 역대 2위 타이 기록. 2년 연속은 이나오 가즈히사, 스가노 도모유키와 나란히 역대 최장 타이 기록
- 최다 탈삼진: 4회(2020년~2023년) ※4회 달성은 스즈키 게이시, 노리모토 다카히로에 이은 퍼시픽 리그 3위 타이 기록. 4년 연속은 에나쓰 유타카, 스즈키 게이시, 노리모토 다카히로에 이은 역대 4위 타이 기록
- 최고 승률: 3회(2021년~2023년) ※3회 달성은 야마다 히사시, 구도 기미야스에 이은 역대 3위 타이 기록. 3년 연속은 NPB 역사상 최장 기록

#### 수상
NPB
- 사와무라 에이지상: 3회(2021년~2023년) ※3회 수상은 역대 최다 타이, 3년 연속 수상은 가네다 마사이치에 이어 역대 2번째[266]
- MVP: 3회(2021년~2023년) ※투수로서의 세 차례 선출 및 3년 연속 수상은 야마다 히사시, 이치로에 이어 역대 3번째
- 베스트 나인: 3회(2021년~2023년) ※투수 부문에서의 3년 연속 수상은 이나오 가즈히사·마쓰자카 다이스케에 버금가는 최장 타이 기록
- 골든 글러브상: 3회(2021년~2023년) ※투수 부문
- 월간 MVP: 8회(2020년 9월, 2021년 6월, 2021년 7·8월, 2021년 9월, 2021년 10·11월, 2022년 6월, 2022년 9·10월, 2023년 9·10월) ※투수 부문
- 센트럴·퍼시픽 교류전 최우수 선수(MVP): 1회(2021년)[267]
- 일본 시리즈 감투상: 1회(2021년)
- 일본 시리즈 우수 선수상: 1회(2023년)
- 클라이맥스 시리즈 퍼솔상: 1회(2022년)
- 최우수 배터리상: 3회
  - 2021년 ※포수: 와카쓰키 겐야
  - 2022년 ※포수: 와카쓰키 겐야
  - 2023년 ※포수: 와카쓰키 겐야

※3회 수상은 니시구치 후미야, 스가노 도모유키와 나란히 투수로서의 최다 타이 기록. 동일 배터리로는 역대 최다 및 역대 최장 타이 기록인 3년 연속 수상(그 외는 니시구치 후미야·이토 쓰토무의 배터리)
- 올스타전 감투상: 2회(2019년 1차전, 2021년 1차전)
- 월간 최우수 배터리상: 6회
  - 2021년
    - 6월 ※포수: 후시미 도라이
    - 8월, 9월, 10월 ※포수: 와카쓰키 겐야

  - 2022년
    - 6·7월, 9월 ※포수: 와카쓰키 겐야

MLB
- 월간 MVP: 1회(2025년 4월) ※투수 부문

국제 대회
- 올림픽 야구 올 올림픽 팀(우완 투수: 2021년)[228]

기타
- 오카야마현 현민 영예상(2021년)
- 비젠시 시민 영예상(2021년)
- 미야코노조시 시민 영예상 특별상(2023년) ※특별상 제1호
- 비젠시 스포츠 현창(2023년)
- 스포츠랜드 미야자키 특별 표창(2023년)

### 개인 기록

#### NPB

##### 첫 기록(투수)
- 첫 등판·첫 선발 등판: 2017년 8월 20일, 대 지바 롯데 마린스 19차전(교세라 돔 오사카), 5이닝 1실점 6탈삼진으로 승패는 연결되지 않음
- 첫 탈삼진: 상동, 1회초에 윌리 모 페냐로부터 헛스윙 삼진
- 첫 승리·첫 선발 승리: 2017년 8월 31일, 대 지바 롯데 마린스 22차전(ZOZO 마린 스타디움), 5이닝 2실점 2탈삼진[268]
- 첫 홀드: 2018년 4월 28일, 대 후쿠오카 소프트뱅크 호크스 4차전(교세라 돔 오사카), 8회초에 2번째 투수로서 구원 등판, 1이닝 무실점
- 첫 세이브: 2018년 5월 1일, 대 사이타마 세이부 라이온스 4차전(교세라 돔 오사카), 9회초에 3번째 투수로서 구원 등판·마무리, 1이닝 무실점
- 첫 완투·첫 완투 승리·첫 완봉 승리: 2019년 6월 28일, 대 사이타마 세이부 라이온스 10차전(메트라이프 돔), 9이닝 무실점(5피안타 2볼넷 11탈삼진)

##### 첫 기록(타격)
- 첫 타석: 2018년 6월 21일, 대 한신 타이거스 3차전(한신 고시엔 구장), 9회초에 이토 가즈오로부터 헛스윙 삼진[269]

##### 기타
- 투수 부문 3관왕: 3회(2021년~2023년) ※역대 21번째, 3회 달성과 3년 연속은 모두 사상 최초
- 투수 부문 4관왕(3관왕+최고 승률): 3회(2021년~2023년) ※역대 12번째[124], 여러 차례는 사상 최초
- 투수 부문 5관왕(4관왕+최다 완봉): 2회(2021년, 2022년) ※역대 8번째[270] 다른 투수와 5개 부문 중 하나로 나란히 투수 부문 5관왕 달성은 사상 최초[주 23]
- 투수 부문 7관왕(7관왕+최다 투구 이닝+최다 완투): 2회(2021년, 2022년) ※1938년 빅토르 스타루힌, 1943년 후지모토 히데오에 이은 역대 3번째, 양대 리그제 이후 최초
- 노히트 노런: 2회 ※여러 차례 달성한 것은 역대 10번째[271]
  - 1회째: 2022년 6월 18일, 대 사이타마 세이부 라이온스 11차전(베루나 돔), 9이닝 102구 9탈삼진 1볼넷 무실점 ※역대 86명째(97번째), 구단 역사상 9명째(10번째), 허용한 주자가 1명뿐이었던(준퍼펙트 게임) 것은 역대 18명째(19번째)[272]
  - 2회째: 2023년 9월 9일, 대 지바 롯데 마린스 19차전(ZOZO 마린 스타디움), 9이닝 102구 2사사구 무실점 8탈삼진 ※역대 100번째, 2년 연속 달성은 82년 만에 3번째, 양대 리그제 이후 처음[271]
- 10대 시즌 30HP: 2018년 ※사상 최초[273]
- 5년 연속 시즌 WHIP 0점대: 2019년~2023년 ※퍼시픽 리그 기록, 역대 2위 타이 기록[274]
- 시즌 평균 자책점 1.21: 2023년 ※1956년 이나오 가즈히사(1.06)에 이은 퍼시픽 리그 역대 2위[275]
- HR/9 0.1098: 2023년 ※1956년 이나오 가즈히사에 이은 양대 리그제 이후 역대 2위[276]
- HR/9 리그 1위: 4회(2019년, 2021년~2023년) ※양대 리그제 이후 최다 기록[276]
- 한 이닝 3사구: 2020년 7월 5일, 대 사이타마 세이부 라이온스 6차전(메트라이프 돔), 6회말에 야마카와 호타카, 나카무라 다케야, 기무라 후미카즈에게 사구 ※최다 타이 기록, 역대 11번째[277]
- 25이닝 연속 탈삼진: 2020년 7월 26일~8월 25일 ※일본인 2위, 역대 4위[278][279]
- 시즌 15연승: 2021년 5월 28일~10월 25일 ※역대 9번째, 구단 기록[280]
- 일본 시리즈 20탈삼진: 2021년 ※6경기로 치른 일본 시리즈로서는 역대 3위
- 일본 시리즈 한 경기 14탈삼진: 2023년 6차전 ※역대 최다 기록[281]
- 일본 시리즈 한 경기 두 자릿수 탈삼진: 2회(2021년 6차전, 2023년 6차전) ※역대 4번째, 최다 타이 기록[281]
- 클라이맥스 시리즈 연속 무실점: 17과 1/3이닝(2021년~2023년) ※최다 타이 기록
- 개막전 선발 투수: 2회(2021년, 2022년)
- 올스타전 출장: 5회(2018년, 2019년, 2021년~2023년)

#### MLB
- 첫 등판·첫 선발 등판: 2024년 3월 21일, 대 샌디에이고 파드리스 2차전(고척스카이돔), 1이닝 5실점[282]
- 첫 탈삼진: 상동, 1회초에 유릭손 프로파르로부터 헛스윙 삼진[282]
- 첫 승리·첫 선발 승리: 2024년 4월 6일, 대 시카고 컵스 2차전(리글리 필드), 5이닝 무실점

### 등번호
- 43(2017년~2019년) ※2019년 WBSC 프리미어 12에서도 착용
- 18(2020년~) ※2023년 WBC에서도 착용
- 17(2020년 하계 올림픽)

### 연도별 투수 성적
| 연 도    | 소 속    | 등 판 | 선 발 | 완 투 | 완 봉 | 무 4 구 | 승 리 | 패 전 | 세 이 브 | 홀 드 | 승 률 | 타 자 | 이 닝 | 피 안 타 | 피 홈 런 | 볼 넷 | 고 4 | 몸 맞 | 탈 삼 진 | 폭 투 | 보 크 | 실 점 | 자 책 점 | 평 자 책 | W H I P |
| -------- | -------- | ----- | ----- | ----- | ----- | ------- | ----- | ----- | -------- | ----- | ----- | ----- | ----- | -------- | -------- | ----- | ---- | ----- | -------- | ----- | ----- | ----- | -------- | -------- | ------- |
| 2017년   | 오릭스   | 5     | 5     | 0     | 0     | 0       | 1     | 1     | 0        | 0     | .500  | 109   | 23.2  | 32       | 3        | 7     | 0    | 1     | 20       | 0     | 0     | 14    | 14       | 5.32     | 1.65    |
| 2018년   | 오릭스   | 54    | 0     | 0     | 0     | 0       | 4     | 2     | 1        | 32    | .667  | 213   | 53.0  | 40       | 4        | 16    | 1    | 2     | 46       | 2     | 0     | 19    | 17       | 2.89     | 1.06    |
| 2019년   | 오릭스   | 20    | 20    | 1     | 1     | 0       | 8     | 6     | 0        | 0     | .571  | 553   | 143.0 | 101      | 8        | 36    | 0    | 3     | 127      | 3     | 1     | 37    | 31       | 1.95     | 0.96    |
| 2020년   | 오릭스   | 18    | 18    | 1     | 0     | 1       | 8     | 4     | 0        | 0     | .667  | 494   | 126.2 | 82       | 6        | 37    | 0    | 6     | 149      | 1     | 0     | 34    | 31       | 2.20     | 0.94    |
| 2021년   | 오릭스   | 26    | 26    | 6     | 4     | 1       | 18    | 5     | 0        | 0     | .783  | 736   | 193.2 | 124      | 7        | 40    | 0    | 2     | 206      | 3     | 0     | 37    | 30       | 1.39     | 0.85    |
| 2022년   | 오릭스   | 26    | 26    | 4     | 2     | 1       | 15    | 5     | 0        | 0     | .750  | 747   | 193.0 | 137      | 6        | 42    | 0    | 5     | 205      | 0     | 0     | 42    | 36       | 1.68     | 0.93    |
| 2023년   | 오릭스   | 23    | 23    | 2     | 1     | 0       | 16    | 6     | 0        | 0     | .727  | 636   | 164.0 | 117      | 2        | 28    | 0    | 6     | 169      | 0     | 0     | 27    | 22       | 1.21     | 0.88    |
| 2024년   | LAD      | 18    | 18    | 0     | 0     | 0       | 7     | 2     | 0        | 0     | .778  | 368   | 90.0  | 78       | 7        | 22    | 0    | 1     | 105      | 2     | 0     | 32    | 30       | 3.00     | 1.11    |
| NPB: 7년 | NPB: 7년 | 172   | 118   | 14    | 8     | 3       | 70    | 29    | 1        | 32    | .707  | 3488  | 897.0 | 633      | 36       | 206   | 1    | 25    | 922      | 10    | 1     | 210   | 181      | 1.82     | 0.94    |
| MLB: 1년 | MLB: 1년 | 18    | 18    | 0     | 0     | 0       | 7     | 2     | 0        | 0     | .778  | 368   | 90.0  | 78       | 7        | 22    | 0    | 1     | 105      | 2     | 0     | 32    | 30       | 3.00     | 1.11    |

- 2024년 시즌 종료 기준
- 굵은 글씨는 시즌 최고 성적.

### 연도별 투수(선발) 성적 소속 리그내에서의 순위
| 연 도 | 연 령 | 기 구 | 리 그       | 투수 타이틀 횟수 (※주1) | 완 투 | 완 봉 | 승 리 | 승 률 | 이 닝 | 탈 삼 진 | 평 자 책 |
| ----- | ----- | ----- | ----------- | ----------------------- | ----- | ----- | ----- | ----- | ----- | -------- | -------- |
| 2017  | 19    | NPB   | 퍼시픽 리그 | 0                       | -     | -     | -     | -     | -     | -        | -        |
| 2018  | 20    | NPB   | 퍼시픽 리그 | 0                       | -     | -     | -     | -     | -     | -        | -        |
| 2019  | 21    | NPB   | 퍼시픽 리그 | 1                       | 2위   | 2위   | -     | -     | 5위   | 4위      | 1위      |
| 2020  | 22    | NPB   | 퍼시픽 리그 | 1                       | 4위   | -     | 7위   | 3위   | 4위   | 1위      | 2위      |
| 2021  | 23    | NPB   | 퍼시픽 리그 | 4                       | 1위   | 1위   | 1위   | 1위   | 1위   | 1위      | 1위      |
| 2022  | 24    | NPB   | 퍼시픽 리그 | 4                       | 1위   | 1위   | 1위   | 1위   | 1위   | 1위      | 1위      |
| 2023  | 25    | NPB   | 퍼시픽 리그 | 4                       | 5위   | 4위   | 1위   | 1위   | 2위   | 1위      | 1위      |
| 2024  | 26    | MLB   | 내셔널 리그 | 0                       | -     | -     | -     | -     | -     | -        | -        |

- ‘-’는 10위 미만(평균 자책점에 있어서의 규정 투구 이닝 미달도 ‘-’로 표기)
- 연도에서 굵은 글씨는 규정 투구 이닝을 도달한 연도, 연도에서 황금색으로 음영된 부분은 최우수 선수상(MVP) 수상 연도, 연령에서 황금색으로 음영된 부분은 사와무라 에이지상 수상 연도, 연령에서 굵은 글씨는 투수 3관왕을 달성한 연령
- 타이틀 횟수에서 황금색으로 음영된 부분은 타이틀 획득한 것을 의미함, (주1) NPB에서 투수 타이틀로서 개인 수상 대상으로 간주되는 것은 다승왕, 최우수 평균 자책점, 최다 탈삼진, 최고 승률 등 4개이다.

### WBSC 프리미어 12에서의 투수 성적
| 연 도 | 대 표 | 등 판 | 선 발 | 승 리 | 패 전 | 세 이 브 | 타 자 | 이 닝 | 피 안 타 | 피 홈 런 | 볼 넷 | 고 4 | 몸 맞 | 탈 삼 진 | 폭 투 | 보 크 | 실 점 | 자 책 점 | 평 자 책 |
| ----- | ----- | ----- | ----- | ----- | ----- | -------- | ----- | ----- | -------- | -------- | ----- | ---- | ----- | -------- | ----- | ----- | ----- | -------- | -------- |
| 2019  | 일본  | 5     | 0     | 0     | 0     | 0        | 19    | 5.0   | 5        | 0        | 0     | 0    | 0     | 6        | 0     | 0     | 1     | 1        | 1.80     |

### 올림픽에서의 투수 성적
| 연 도 | 대 표 | 등 판 | 선 발 | 승 리 | 패 전 | 세 이 브 | 타 자 | 이 닝 | 피 안 타 | 피 홈 런 | 볼 넷 | 고 4 | 몸 맞 | 탈 삼 진 | 폭 투 | 보 크 | 실 점 | 자 책 점 | 평 자 책 |
| ----- | ----- | ----- | ----- | ----- | ----- | -------- | ----- | ----- | -------- | -------- | ----- | ---- | ----- | -------- | ----- | ----- | ----- | -------- | -------- |
| 2020  | 일본  | 2     | 2     | 0     | 0     | 0        | 43    | 11.1  | 7        | 0        | 2     | 0    | 2     | 18       | 1     | 0     | 2     | 2        | 1.59     |

### WBC에서의 투수 성적
| 연 도 | 대 표 | 등 판 | 선 발 | 승 리 | 패 전 | 세 이 브 | 타 자 | 이 닝 | 피 안 타 | 피 홈 런 | 볼 넷 | 고 4 | 몸 맞 | 탈 삼 진 | 폭 투 | 보 크 | 실 점 | 자 책 점 | 평 자 책 |
| ----- | ----- | ----- | ----- | ----- | ----- | -------- | ----- | ----- | -------- | -------- | ----- | ---- | ----- | -------- | ----- | ----- | ----- | -------- | -------- |
| 2023  | 일본  | 2     | 1     | 1     | 0     | 0        | 27    | 7.1   | 4        | 0        | 2     | 0    | 0     | 12       | 0     | 0     | 2     | 2        | 2.45     |

### 연도별 수비 성적
| 연도 | 소속   | 투수  | 투수  | 투수  | 투수  | 투수  | 투수     |
| 연도 | 소속   | 경 기 | 척 살 | 보 살 | 실 책 | 병 살 | 수 비 율 |
| ---- | ------ | ----- | ----- | ----- | ----- | ----- | -------- |
| 2017 | 오릭스 | 5     | 0     | 1     | 0     | 0     | 1.000    |
| 2018 | 오릭스 | 54    | 3     | 6     | 1     | 1     | .900     |
| 2019 | 오릭스 | 20    | 8     | 23    | 0     | 4     | 1.000    |
| 2020 | 오릭스 | 18    | 4     | 20    | 0     | 1     | 1.000    |
| 2021 | 오릭스 | 26    | 11    | 31    | 0     | 2     | 1.000    |
| 2022 | 오릭스 | 26    | 13    | 32    | 1     | 2     | .978     |
| 2023 | 오릭스 | 23    | 10    | 30    | 0     | 4     | 1.000    |
| 2024 | LAD    | 18    | 5     | 9     | 0     | 0     | 1.000    |
| NPB  | NPB    | 172   | 49    | 143   | 2     | 14    | .990     |
| MLB  | MLB    | 18    | 5     | 9     | 0     | 0     | 1.000    |

- 2024년 시즌 종료 기준
- 굵은 글씨는 시즌 최고 성적.
- 연도에서 굵은 글씨는 골든 글러브상 수상 연도

### 주해
1. ↑  다승왕 3회, 최우수 평균 자책점 4회, 최다 탈삼진 4회, 최고 승률 3회
2. ↑  사와무라 에이지상 3회, MVP 3회, 베스트 나인 3회, 골든 글러브상 3회
3. ↑  고등학교로부터 오릭스와 직접 계약을 맺은 신인 투수가 1군 공식전에서의 승리 투수가 된 사례는 23년 만(1994년 히라이 마사후미 이래)이었다.[38]
4. ↑  선발 등판하는 날에만 출전 선수로 등록되고 다음날에 등록이 말소되는 것을 의미한다.[40]
5. ↑  19세 8개월에서의 데뷔 첫 세이브는 오릭스 구단 역사상 2위 타이 기록인 가장 어린 나이의 기록이었다.[56]
6. ↑  10대에서의 달성은 NPB 사상 최초였다[59]
7. ↑  10대로서의 올스타전 출전은 구단에서 한큐 시절에 요네다 데쓰야(1956년)가 출전한 이래 62년 만이었다.[61]
8. ↑  400% 이상의 승급은 구단 역사상 4번째(1995년의 히라이 마사후미, 스즈키 다이라 이후)였다.[67]
9. ↑  더욱이 지원율 2점대·평균 자책점 1점대는 모두 그 해 12구단에서의 선발 투수로는 유일했다.[86][87]
10. ↑  오릭스의 고졸 4년차 선수로는 사상 최고 액수였다.[91]
11. ↑  오릭스의 고졸 선수에 의한 입단 5년 차에 연봉 1억 엔을 달성한 것은 투수에선 역대 가장 빠른 기록이며 야수를 포함해도 1996년 이치로 이후가 됐다.[104]
12. ↑  요네다 데쓰야가 한큐 시절인 1973년에 수립한 구단 기록(14연승)을 48년 만에 경신했다.[117]
13. ↑  6월달[119], 7·8월달[120], 9월달[121], 10·11월달에 수상했다.[122]
14. ↑  평균 자책점 1.50 이하는 2013년의 다나카 마사히로(평균 자책점 1.27) 이후가 됐다.[123]
15. ↑  6차전에서는 역대 22명째(25번째), 구단 사상 최초로 일본 시리즈에서 두 자릿수 탈삼진을 기록했다.[130]
16. ↑  오릭스의 MVP 선출은 2014년 가네코 지히로 이후 7년 만이며(10명째이자 15번째)[136] 퍼시픽 리그 투수의 MVP 수상은 2017년 데니스 사파테(소프트뱅크) 이후이다.[137]
17. ↑  한큐 시절이던 1970~1971년에 아다치 미쓰히로가 기록했다.[143]
18. ↑  그해 시즌에서는 사사키 로키(퍼펙트 게임), 히가시하마 나오, 이마나가 쇼타에 이은 시즌 4번째[149][150], 오릭스 구단에서는 2012년 니시 유키 이후 역대 9명째(10번째)의 쾌거였다.[151] 또한 출신지인 오카야마현 지역 신문 산요 신문에서는 ‘오카야마현 출신으로는 최초의 쾌거’라는 내용으로 보도한 바 있다.[152]
19. ↑  최다 완봉(2완봉)도 포함한 ‘2년 연속 투수 부문 5관왕’도 일본 프로 야구 사상 첫 쾌거였다.[161]
20. ↑  2년 연속 수상은 퍼시픽 리그 역대 5번째이며 오릭스 구단에서는 한큐 시절의 야마다 히사시(1976~1978년), 블루웨이브 시절의 이치로(1994~1996년)에 이은 역대 3번째였다.[170]
21. ↑  2년 연속 달성은 양대 리그제 출범 후 사상 최초이자 단일 리그 시대를 포함하면 사와무라 에이지(1936·1937년), 가메다 다다시(1940·1941년) 이후 역대 3번째의 달성이었다.[183]
22. ↑  한화로 약 659억 원이다.
23. ↑  완봉 부문에서 가토 다카유키, 오제키 도모히사, 이토 히로미와 타이를 이뤘다.

### 출전
1. ↑  “Yoshinobu Yamamoto Contract Details, Salaries, & Earnings” (영어). Spotrac. 2025년 3월 22일에 확인함.
2. ↑  “山本　由伸（オリックス・バファローズ） | 個人年度別成績”. 일본 야구 기구. 2021년 12월 2일에 확인함.
3. ↑  “オリックスの“幼馴染みバッテリー”が地元・岡山県備前市の特別観光大使に就任”. 《BASEBALL KING》. 2021년 3월 11일. 2021년 6월 27일에 확인함.
4. ↑  “【動画】山本由伸が15回20奪三振、2失点の快投で敢闘賞！”. 《高校野球ドットコム》. 2021년 11월 27일. 2023년 8월 11일에 확인함.
5. ↑  “【オリックス】山本由伸も歓喜の輪「最悪」だった第1戦負傷　エース不在で奮い立った投手陣”. 《닛칸 스포츠》. 2022년 10월 30일. 2022년 11월 1일에 확인함.
6. ↑  “【オリックス】シリーズ新記録の１試合14Ｋ山本由伸が優秀選手　打率４割の紅林弘太郎が敢闘賞”. 《닛칸 스포츠》. 2023년 11월 5일. 2023년 11월 6일에 확인함.
7. ↑  “ドジャース劇的逆転勝ちで３年連続の地区優勝　２戦連続Ｖ打のヒーロー大谷翔平は米７年目で念願の初優勝”. 《스포츠 호치》. 2024년 9월 27일에 확인함.
8. ↑  “ドジャースが４年ぶりワールドシリーズ進出決定！　大谷翔平２安打で逆転貢献…ヤンキースと頂上決戦へ”. 《스포츠 호치》. 2024년 10월 21일에 확인함.
9. ↑  “山本由伸が球界史上初「５冠」達成！プレミア１２、東京五輪、日本一、ＷＢＣ、ＷＳ制覇のコンプリート”. 2024/10/31에 확인함.
10. ↑  山本由伸（ドジャース） | プロフィール･成績･速報･ドラフト･ニュースなど選手情報 - 週刊ベースボールONLINE
11. ↑  “【オリックス】山本由伸、史上初の２年連続投手５冠獲得「シーズンを通していい数字を残せたのがうれしい」”. 《스포츠 호치》. 2022년 10월 2일. 2022년 10월 3일에 확인함.
12. ↑  “存在感増すオリックスの山本＝セットアッパーで起用へ－野球侍ジャパン”. 《時事ドットコム》. 時事通信社. 2019년 9월 29일. 2019년 10월 24일에 확인함.[깨진 링크(과거 내용 찾기)]
13. ↑  “【侍ジャパン】若きエース・山本由伸も金メダルを手に感無量「達成感というか…嬉しい」”. 《도쿄 스포츠》. 2021년 8월 8일. 2021년 9월 11일에 확인함.
14. ↑  “ＷＢＣ準決勝、五回から登板の山本由伸が４奪三振「これまでの野球人生で最高の経験」”. 《요미우리 신문》. 2023년 3월 21일. 2023년 10월 27일에 확인함.
15. ↑  “山本由伸が球界史上初「５冠」達成！プレミア１２、東京五輪、日本一、ＷＢＣ、ＷＳ制覇のコンプリート”. 《스포츠 호치》 (일본어). 2024년 10월 31일. 2024년 11월 5일에 확인함.
16. 1 2  “2016年プロ野球ドラフト ◇オリックス4位指名 山本 由伸”. 《스포츠 닛폰》. 2017년 9월 2일에 원본 문서에서 보존된 문서. 2017년 6월 12일에 확인함.
17. ↑  “逸材発掘！ドラフト候補リサーチ2016 山本由伸［都城高・投手］野手でも高評価の151キロ本格派右腕”. 《週刊ベースボールONLINE》. 2016년 2월 23일. 2017년 6월 12일에 확인함.
18. 1 2 3  『読売新聞』2016年10月21日西部朝刊宮崎県版29頁「1位指名『柳先輩は誇り』 ドラフト会議 都城のチーム喜ぶ＝宮崎◆『一軍で勝てる投手に』 都城高・山本投手が抱負」（読売新聞西部本社・宮崎支局）
19. 1 2  “【全国高校野球宮崎大会　夏に挑む】(１)都城・山本　由伸”. 《미야자키 일일 신문》. 2016년 7월 1일. 2017년 6월 12일에 확인함.
20. 1 2 3  “【ドラフト交差点】超高校級、4者4様の個性あふれる“九州BIG4”の進路選択。九州地区は今年も大豊作”. 《ベースボールチャンネル》. カンゼン. 2016년 10월 13일. 2017년 6월 12일에 확인함.
21. ↑  “県高校新人野球最終日　都城１６年ぶりV、鵬翔を３-０”. 《미야자키 일일 신문》. 2015년 9월 3일. 2017년 6월 12일에 확인함.
22. 1 2  “由伸監督が「由伸」指名へ！Ｇドラフト候補に都城高・山本リストアップ”. 《산케이 스포츠》. 2016년 6월 21일. 2017년 6월 12일에 확인함.
23. ↑  “宮商、山本（都城）を攻略　守りも奮闘完封勝ち”. 《미야자키 일일 신문》. 2016년 7월 20일. 2017년 6월 12일에 확인함.
24. 1 2 3  “「実はヒジが痛かったんですよ」山本由伸が恩師に明かした衝撃の告白…高3の夏、誰にも痛みを告げずマウンドへ「もう1試合投げていたら…」”. 《Number Web》. 2023년 7월 10일. 2023년 12월 5일에 확인함.
25. ↑  “【ドラフト交差点】超高校級、4者4様の個性あふれる"九州四天王"の進路選択。九州地区は今年も大豊作”. 《ベースボールチャンネル》. カンゼン. 2016년 10월 13일. 2021년 4월 14일에 확인함.
26. ↑  “16年「九州四天王」最後の逸材　太田龍、今秋ドラフトの主役に！”. 《西日本スポーツ》. 西日本新聞社. 2019년 10월 17일. 2019년 11월 7일에 원본 문서에서 보존된 문서. 2021년 4월 14일에 확인함.
27. 1 2  “2016年度ドラフト会議　契約交渉権獲得選手”. 오릭스 버펄로스. 2016년 10월 20일. 2017년 7월 27일에 원본 문서에서 보존된 문서. 2017년 6월 12일에 확인함.
28. ↑  “【野球】オリックスはなぜ山本由伸をドラフト４位で指名できたのか？”. 《데일리 스포츠》. 2020년 4월 22일. 2021년 4월 14일에 확인함.
29. ↑  中田宗男『星野と落合のドラフト戦略 元中日スカウト部長の回顧録』カンゼン、2023年10月23日初版、266頁。
30. ↑  “2017年5月9日 【ファーム】 試合結果 （オリックスvs広島東洋）”. 일본 야구 기구. 2023년 8월 11일에 확인함.
31. ↑  “オリックス山本プロ初登板初先発39年ぶり記録狙う”. 《닛칸 스포츠》. 2017년 8월 18일. 2023년 8월 11일에 확인함.
32. ↑  “2017年8月20日 【公式戦】 試合結果 （オリックスvs千葉ロッテ）”. 일본 야구 기구. 2023년 8월 11일에 확인함.
33. ↑  “【オリックス】“オリの由伸”がプロ初登板初先発で勝利逃すも好投”. 《스포츠 호치》. 호치 신문사. 2017년 8월 21일. 2017년 8월 23일에 원본 문서에서 보존된 문서. 2017년 9월 1일에 확인함.
34. ↑  “オリドラ４山本「楽しめた」初登板５回１失点　福良監督次回先発を確約”. 《스포츠 닛폰》. 2017년 8월 21일. 2023년 8월 11일에 확인함.
35. ↑  “２１日の公示　中日は岩瀬、ソフトＢは武田らを登録抹消”. 《스포츠 닛폰》. 2017년 8월 21일. 2023년 8월 11일에 확인함.
36. ↑  “2017年8月31日 【公式戦】 試合結果 （千葉ロッテvsオリックス）”. 일본 야구 기구. 2023년 8월 11일에 확인함.
37. ↑  “オリックス・ルーキー山本「脱力」投球でプロ初勝利”. 《닛칸 스포츠》. 2017년 9월 1일. 2023년 8월 11일에 확인함.
38. ↑  “オリックス19歳山本“由伸”初勝利、父巨人ファン”. 《닛칸 스포츠》. 日刊スポーツ新聞社. 2017년 8월 31일. 2017년 9월 1일에 확인함.
39. ↑  “巨人沢村ら登録、中日大島ら抹消／１日公示”. 《닛칸 스포츠》. 2017년 9월 1일. 2023년 8월 11일에 확인함.
40. ↑  “ＦＡ権取得時期が延びる「投げ抹消」、年俸調停制度の拡充――日本にMLB並みの労使交渉があったら問題になり得る争点＜SLUGGER＞”. 《THE DIGEST》. 2022년 5월 5일. 2023년 8월 11일에 확인함.
41. ↑  “2017年9月12日 【公式戦】 試合結果 （千葉ロッテvsオリックス）”. 일본 야구 기구. 2023년 8월 11일에 확인함.
42. ↑  “2017年9月26日 【公式戦】 試合結果 （オリックスvs北海道日本ハム）”. 일본 야구 기구. 2023년 8월 11일에 확인함.
43. ↑  “2017年10月9日 【公式戦】 試合結果 （千葉ロッテvsオリックス）”. 일본 야구 기구. 2023년 8월 11일에 확인함.
44. ↑  “日本球界の新エース候補、大谷翔平が2017年に対戦した中で一番と言わせた投手は？”. 《CoCoKARAnext》. 2019년 4월 9일. 2023년 12월 5일에 확인함.
45. ↑  “オリックスの山本 300万円増でサイン 球団で23年ぶり高校出新人勝利”. 《스포츠 닛폰》. 2017년 11월 24일. 2022년 1월 29일에 확인함.
46. 1 2  “オリックス154キロ19歳右腕が激白　1軍初勝利のフォームを捨て「進化のための変化」”. 《Full-Count》. 株式会社Creative2. 2018년 2월 25일. 2018년 2월 25일에 확인함.
47. ↑  “【オリックス】春季キャンプメンバーを発表　ドラ1・田嶋は一軍スタート”. 《BASEBALL KING》. 2018년 1월 27일. 2023년 8월 11일에 확인함.
48. ↑  “投手王国再建へ、熾烈を極めるオリックスの開幕ローテ争奪戦”. 《BASEBALL KING》. 2018년 3월 12일. 2023년 8월 11일에 확인함.
49. ↑  “オリ左腕アルバース、開幕ローテ決定　ＯＰ戦でロッテと好相性”. 《스포츠 닛폰》. 2018년 3월 27일. 2023년 8월 11일에 확인함.
50. 1 2 3  “オリックスの“神童”山本由伸「二十歳の決意」”. 《BASEBALL KING》. 2018년 10월 22일. 2023년 8월 11일에 확인함.
51. ↑  “2018年4月21日 【ファーム】 試合結果 （福岡ソフトバンクvsオリックス）”. 일본 야구 기구. 2023년 8월 11일에 확인함.
52. ↑  “オリックス山本が一軍合流　24日に選手登録見込み”. 《닛칸 스포츠》. 日刊スポーツ新聞社. 2018년 4월 23일. 2018년 6월 9일에 확인함.
53. ↑  “2018年4月24日 【公式戦】 試合結果 （北海道日本ハムvsオリックス）”. 일본 야구 기구. 2023년 8월 11일에 확인함.
54. ↑  “オリックス・山本 プロ初ホールド「勝っている試合で投げるのは初めて」”. 《산케이 스포츠》. 2018년 4월 28일. 2018년 5월 1일에 확인함.
55. ↑  “オリックス　勇者魂で勝利　１９歳山本　プロ初セーブ「凄い楽しかった」”. 《스포츠 닛폰》. 2018년 5월 2일. 2023년 8월 11일에 확인함.
56. ↑  “【オリックス】山本、19歳8か月でプロ初セーブ”. 《스포츠 호치》. 2018년 5월 1일. 2018년 5월 1일에 확인함.
57. ↑  “オリックス・山本 １５連続ホールドポイント「１試合１試合全力で投げて」パ歴代３位”. 《데일리 스포츠》. 2018년 7월 4일. 2023년 8월 11일에 확인함.
58. ↑  “【オリックス】山本、16試合ぶり失点で3連敗「くやしい」”. 《스포츠 호치》. 호치 신문사. 2018년 7월 10일. 2018년 8월 11일에 확인함.
59. ↑  “オリックス山本パ歴代3位&10代初の15連続HP”. 《닛칸 스포츠》. 日刊スポーツ新聞社. 2018년 7월 5일. 2018년 8월 11일에 확인함.
60. ↑  “オリ山本、アルバースが球宴出場　「衝撃を与えられるように全力で」”. 《Full-Count》. 株式会社Creative2. 2018년 7월 2일. 2023년 8월 11일에 확인함.
61. ↑  “オリックス山本「衝撃を」球団62年ぶり10代球宴”. 《닛칸 스포츠》. 2018년 7월 2일. 2018년 7월 2일에 확인함.
62. ↑  “オリックス山本、2ラン被弾も筒香にオール直球勝負”. 《닛칸 스포츠》. 日刊スポーツ新聞社. 2018년 7월 13일. 2018년 8월 11일에 확인함.
63. ↑  “オリ山本が戦列復帰　上半身疲労から回復　福良監督「万全です」”. 《스포츠 닛폰》. 2018년 8월 7일. 2023년 8월 11일에 확인함.
64. ↑  “オリックス山本が史上初10代30ホールドP”. 《닛칸 스포츠》. 日刊スポーツ新聞社. 2018년 8월 10일. 2018년 8월 11일에 확인함.
65. ↑  “オリ山本「左内腹斜筋損傷グレード1」で抹消　27日の日本ハム戦前に違和感”. 《Full-Count》. 株式会社Creative2. 2018년 9월 28일. 2023년 8월 11일에 확인함.
66. ↑  “2018年度 表彰選手　投票結果（最優秀新人）”. 《일본 야구 기구》. 2018년 11월 27일. 2018년 11월 29일에 확인함.
67. ↑  “オリックス山本由伸　400%増!年俸4000万円　球団23年ぶり”. 《스포츠 닛폰》. 2018년 12월 1일. 2018년 12월 8일에 확인함.
68. ↑  “オリックス山本由伸　800→4000万　先発直訴”. 《닛칸 스포츠》. 2018년 11월 30일. 2023년 8월 11일에 확인함.
69. ↑  “西村監督、来春Ｃは「ほぼ全員先発調整」　オリの由伸山本が先発再転向も”. 《산케이 스포츠》. 2018년 12월 10일. 2023년 8월 11일에 확인함.
70. ↑  “オリックス・山本、脱力ゼロ封”. 《산케이 스포츠》. 2019년 3월 6일. 2023년 8월 11일에 확인함.
71. ↑  “オリ由伸、開幕５戦目先発へ　ソフトＢ戦は好相性　昨季防御率１・２９”. 《스포츠 닛폰》. 2019년 3월 9일. 2023년 8월 11일에 확인함.
72. ↑  “オリックス山本、3日ホークス戦で541日ぶりの先発へ　「絶対に負けない気持ち」”. 《Full-Count》. 株式会社Creative2. 2019년 4월 3일. 2023년 8월 11일에 확인함.
73. ↑  “オリックス山本ノーヒッターならずも鮮やか快投”. 《닛칸 스포츠》. 2019년 4월 3일. 2019년 4월 3일에 확인함.
74. ↑  “【オリックス】“オリの由伸”山本由伸、先発再転向で今季初勝利「泣きそうなくらいうれしかった」”. 《스포츠 호치》. 2019년 4월 12일. 2023년 8월 11일에 확인함.
75. ↑  “悲運オリックス山本由伸、登板10試合で援護11点”. 《닛칸 스포츠》. 2019년 6월 11일. 2019년 10월 24일에 확인함.
76. ↑  “山本由伸に白星を。安達了一は正遊撃手奪還に向けアピールなるか”. 《パ・リーグ.com》. 2019년 6월 18일. 2023년 8월 11일에 확인함.
77. ↑  “2019年6月28日 【公式戦】 試合結果 （埼玉西武vsオリックス）”. 일본 야구 기구. 2023년 8월 11일에 확인함.
78. ↑  “オリックス山本由伸が初完封、甲子園Ｖ腕今井に勝つ”. 《닛칸 스포츠》. 2019년 6월 28일. 2023년 8월 11일에 확인함.
79. ↑  “オリックス山岡と山本が２度目球宴「すごく楽しみ」”. 《닛칸 스포츠》. 2019년 7월 1일. 2023년 8월 11일에 확인함.
80. ↑  “全パ山本由伸が球宴初Ｓ　昨年被弾した筒香に雪辱”. 《닛칸 스포츠》. 2019년 7월 12일. 2023년 8월 11일에 확인함.
81. ↑  “オリ山本由伸、左脇腹の違和感で楽天戦の登板回避　前日9日の練習中に異変”. 《Full-Count》. 株式会社Creative2. 2019년 8월 10일. 2023년 8월 11일에 확인함.
82. ↑  “オリ山本、左外腹斜筋損傷で登録抹消「万全の状態でなければ勝負にならないので、早く戻したい」”. 《스포츠 닛폰》. 2019년 8월 11일. 2023년 8월 11일에 확인함.
83. ↑  “オリックス・山本　８日・日本ハム戦で１軍復帰へ　タイトル獲得目指し再スタート”. 《데일리 스포츠》. 2019년 9월 6일. 2023년 8월 11일에 확인함.
84. ↑  “【オリックス】山本由伸が左脇腹痛からの復帰登板で６回３安打１失点の好投　“隠れ１位”の防御率は１・７５に良化”. 《스포츠 호치》. 2019년 9월 8일. 2023년 8월 11일에 확인함.
85. ↑  “オリックス・山本　規定投球回達し最優秀防御率のタイトル!「自分の投球できた」”. 《스포츠 닛폰》. 2019년 9월 29일. 2019년 10월 24일에 확인함.
86. 1 2  “【2019主力選手通信簿・オリックス】山本＆吉田は投打で球界最高級の活躍も他の選手はいまひとつで…”. 《THE DIGEST》. 2019년 12월 10일. 2023년 8월 11일에 확인함.
87. 1 2  “オリックス・山本由伸が信条を体現。圧巻の防御率1.95！安定感を呼んだ3つのデータ”. 《週刊ベースボールONLINE》. 2019년 12월 9일. 2023년 8월 11일에 확인함.
88. ↑  “オリ由伸、堂々最優秀防御率　タイトル連覇も視野「もっと良い成績を出せる」”. 《스포츠 닛폰》. 2019년 11월 27일. 2023년 8월 11일에 확인함.
89. ↑  “背番号変更のお知らせ”. 《오릭스 버펄로스》. 2019년 11월 13일. 2019년 12월 3일에 확인함.
90. ↑  “【オリックス】山本由伸が５０００万円アップの９０００万円でサイン「しっかり評価していただいて満足しています」”. 《스포츠 호치》. 2019년 11월 30일. 2023년 8월 11일에 확인함.
91. ↑  “オリックス山本5000万増、イチロー超え4年目額”. 《닛칸 스포츠》. 2019년 11월 30일. 2019년 12월 3일에 확인함.
92. ↑  “オリックス開幕は山岡、２戦目は田嶋、３戦目に山本”. 《닛칸 스포츠》. 2020년 6월 12일. 2023년 8월 11일에 확인함.
93. ↑  “オリックス山本が圧巻1勝　マエケン、マー君も注目”. 《닛칸 스포츠》. 2020년 6월 21일. 2020년 7월 6일에 확인함.
94. ↑  “山本由伸1イニング3与死球　プロ野球タイ記録”. 《닛칸 스포츠》. 2020년 7월 5일. 2020년 7월 6일에 확인함.
95. ↑  “【オリックス】山本由伸、リーグ一番乗り今季初完投勝利…最下位脱出！７月は月間首位”. 《스포츠 호치》. 2020년 7월 13일. 2023년 8월 11일에 확인함.
96. ↑  “オリックス山本33年ぶり13Ｋ以上で無四死球完投”. 《닛칸 스포츠》. 2020년 7월 12일. 2023년 8월 11일에 확인함.
97. ↑  “【オリックス】山本由伸が２５イニング連続奪三振　日本人投手記録を更新”. 《스포츠 호치》. 2020년 8월 25일. 2023년 8월 11일에 확인함.
98. ↑  “オリックス・由伸　２５イニング連続奪三振　江夏超え日本投手新　偉業も悔し敗戦”. 《데일리 스포츠》. 2020년 8월 26일. 2021년 4월 23일에 확인함.
99. ↑  “オリックス・山本　月間MVP初受賞　プロ4年目の歓喜「本当にうれしい」”. 《스포츠 닛폰》. 2020년 10월 7일. 2023년 8월 11일에 확인함.
100. ↑  “オリックス山本が今季初の抹消、コンディション不良”. 《닛칸 스포츠》. 2020년 10월 21일. 2023년 8월 11일에 확인함.
101. ↑  “【2020主力選手通信簿｜オリックス】タイトルホルダーの山本、吉田はもちろん「よくできました」。一方、超大物助っ人ジョーンズは…”. 《THE DIGEST》. 2020년 12월 25일. 2023년 8월 11일에 확인함.
102. ↑  “オリックス・山本は初の最多奪三振「とても光栄、うれしく思う」 149でソフトバンク千賀と分け合う”. 《주니치 스포츠》. 2020년 11월 9일. 2023년 8월 11일에 확인함.
103. ↑  “オリックス山本由伸、6000万増１億5000万円”. 《닛칸 스포츠》. 2020년 12월 15일. 2023년 8월 11일에 확인함.
104. ↑  “オリックス・由伸　イチロー以来の高卒5年目で大台突破　投手では最高額の1億5000万円”. 《스포츠 닛폰》. 2020년 12월 16일. 2020년 12월 16일에 확인함.
105. ↑  “オリの開幕投手は山本だ　中嶋監督が初の大役を通達　3回無失点＆155キロでデモ”. 《스포츠 닛폰》. 2021년 2월 27일. 2023년 8월 11일에 확인함.
106. ↑  “オリックス　勝てん…ついに開幕戦10連敗　11年連続未勝利は“不名誉”なパ新記録に”. 《스포츠 닛폰》. 2021년 3월 26일. 2023년 8월 11일에 확인함.
107. ↑  “山本由伸が9回2安打13奪三振で今季初完封勝利！　吉田正尚も開幕戦以来の安打で先制”. 《パ・リーグ.com》. 2021년 4월 1일. 2023년 8월 11일에 확인함.
108. ↑  “山本由伸「100点の投球楽しくない」完封で初勝利”. 《닛칸 스포츠》. 2021년 4월 1일. 2021년 4월 2일에 확인함.
109. ↑  “プロ野球記録19Ｋ野田以来！山本由伸がオリックス26年ぶり15奪三振”. 《닛칸 스포츠》. 2021년 6월 11일. 2021년 11월 17일에 확인함.
110. ↑  “オリックス山本由伸が交流戦ＭＶＰ　３戦３勝33奪三振、防御率１・23に”. 《닛칸 스포츠》. 2021년 6월 17일. 2021년 11월 5일에 확인함.
111. ↑  “【球宴】オリックス山本由伸「結果恐れず思い切り投げたい」選手投票で選出”. 《닛칸 스포츠》. 2021년 7월 1일. 2023년 8월 11일에 확인함.
112. ↑  “オリックス・山本由伸「ワクワクして投げられた」　2回完全に古田氏「エースという感じ」”. 《스포츠 닛폰》. 2021년 7월 16일. 2023년 8월 11일에 확인함.
113. ↑  “侍のエース球宴2回完全　オリックス山本由伸28日五輪開幕戦の先発最有力”. 《닛칸 스포츠》. 2021년 7월 16일. 2023년 12월 5일에 확인함.
114. ↑  “【オリックス】山本由伸が初の１０勝！！　吉田正がサヨナラ犠飛！！　今季最多タイ貯金１１！！”. 《스포츠 호치》. 2021년 8월 21일. 2021년 11월 5일에 확인함.
115. ↑  “オリックス・由伸　目指すは“離脱しない”最強ボディー　「体の強さはテーマ」”. 《스포츠 닛폰》. 2020년 11월 19일. 2023년 8월 11일에 확인함.
116. ↑  “山本由伸15連勝で18勝　改良重ねた“握らないフォーク”　投手５冠濃厚”. 《닛칸 스포츠》. 2021년 10월 25일. 2023년 8월 11일에 확인함.
117. ↑  “【データ】山本由伸が球団新15連勝　斉藤和巳以来「投手５冠」確実に”. 《닛칸 스포츠》. 2021년 10월 25일. 2021년 11월 2일에 확인함.
118. ↑  “オリックス・山本、球団初の４期連続「大樹生命月間ＭＶＰ賞」を受賞「うれしいです」”. 《산케이 스포츠》. 2021년 11월 9일. 2023년 8월 11일에 확인함.
119. ↑  “2021年6月度「大樹生命月間MVP賞」受賞選手 （パシフィック・リーグ）”. 일본 야구 기구. 2023년 8월 11일에 확인함.
120. ↑  “2021年7、8月度「大樹生命月間MVP賞」受賞選手 （パシフィック・リーグ）”. 일본 야구 기구. 2023년 8월 11일에 확인함.
121. ↑  “2021年9月度「大樹生命月間MVP賞」受賞選手 （パシフィック・リーグ）”. 일본 야구 기구. 2023년 8월 11일에 확인함.
122. ↑  “2021年10、11月度「大樹生命月間MVP賞」受賞選手 （パシフィック・リーグ）”. 일본 야구 기구. 2023년 8월 11일에 확인함.
123. ↑  “阪神・青柳　「防御率０点台」なら村山実以来５２年ぶり　１７日からリーグ戦再開”. 《デイリースポーツ online》. 2022년 6월 16일. 2022년 6월 16일에 확인함.
124. 1 2  “「余裕で通用」“投手５冠”・山本由伸のメジャーでの活躍にダルビッシュ有も太鼓判！能力的には「全部すごい」”. 《THE DIGEST》. 2021년 11월 1일. 2021년 11월 7일에 확인함.
125. ↑  “オリックス・由伸　７冠締め　今季最終戦も完封！２６日・ロッテ負けなら２５年ぶりＶ”. 《데일리 스포츠》. 2021년 10월 26일. 2021년 11월 5일에 확인함.
126. ↑  “CSファイナルステージ第1戦 オリックスがロッテに勝利”. 《NHKスポーツ》. 2021년 11월 10일. 2023년 8월 11일에 확인함.
127. ↑  “【2021セパの顔】オリックス・山本由伸　底知れない23歳右腕の無双「またしっかり練習して、答え合わせしていきます」”. 《週刊ベースボールONLINE》. 2022년 1월 1일. 2023년 8월 11일에 확인함.
128. ↑  “オリックス第１戦勝利で２勝、先発の山本由伸が完封”. 《닛칸 스포츠》. 2021년 11월 10일. 2021년 11월 12일에 확인함.
129. ↑  “【動画】山本由伸が15回20奪三振、2失点の快投で敢闘賞！”. 《高校野球ドットコム》. 2021년 11월 27일. 2023년 8월 11일에 확인함.
130. ↑  “【データ】オリックス山本由伸が球団史上初のシリーズ２桁奪三振”. 《닛칸 스포츠》. 2021년 11월 27일. 2021년 11월 28일에 확인함.
131. 1 2  “オリックス・由伸に新たな勲章　沢村賞受賞で名実ともに球界ナンバーワンに　球団では金子以来2人目の栄誉”. 《スポニチアネックス》. 2021년 11월 23일. 2021년 11월 28일에 확인함.
132. ↑  “「2021プロ野球最優秀バッテリー賞　powered　by　DAZN」中日・柳―木下拓、オリ・由伸―若月が出席”. 《スポニチアネックス》. 2021년 12월 14일. 2021년 12월 14일에 확인함.
133. ↑  “オリックス　山本由伸「とても光栄」宗佑磨とともにゴールデン・グラブ賞初受賞”. 《デイリースポーツ》. 2021년 12월 2일. 2021년 12월 2일에 확인함.
134. ↑  “ベストナインは“フレッシュ”な顔ぶれ　オリックス山本＆杉本、阪神近本ら初受賞10人”. 《Full-Count》. 株式会社Creative2. 2021년 12월 14일. 2021년 12월 14일에 확인함.
135. ↑  “パＭＶＰはオリックス・山本由伸　２位・杉本、３位・吉田正に約１０００点差で圧勝”. 《스포츠 호치》. 2021년 12월 15일. 2021년 12월 15일에 확인함.
136. ↑  “セパ最優秀選手はヤクルト・村上、オリックス・山本が初受賞　ともに断トツ文句なし”. 《데일리 스포츠》. 2021년 12월 15일. 2021년 12월 15일에 확인함.
137. ↑  “オリックス山本由伸、初のＭＶＰ　パで投手選出は17年サファテ以来”. 《닛칸 스포츠》. 2021년 12월 15일. 2021년 12월 15일에 확인함.
138. ↑  “オリックス山本は３億７千万円将来的なメジャー挑戦も”. 《デイリースポーツ online》. 2022년 1월 27일. 2022년 1월 27일에 확인함.
139. ↑  “【オリックス】山本由伸３億７０００万円でサイン、高卒６年目ダル＆マー超え”. 《스포츠 호치》. 2022년 1월 28일. 2022년 1월 28일에 확인함.
140. ↑  “オリックス山本由伸が２年連続開幕投手「しっかり整えて」最終調整で６回途中１失点”. 《닛칸 스포츠》. 2022년 3월 18일. 2023년 8월 11일에 확인함.
141. ↑  “【オリックス】山本由伸8回0封で初開幕白星「ファンの方が一番うれしいのでは」負の歴史止める”. 《닛칸 스포츠》. 2022년 3월 25일. 2022년 11월 1일에 확인함.
142. ↑  “オリ山本由伸、球団新記録の18連勝！　約11か月負けなし、ロッテに7回9奪三振”. 《Full-Count》. 株式会社Creative2. 2022년 4월 9일. 2023년 8월 11일에 확인함.
143. 1 2  “【オリックス】山本由伸、球団新記録18連勝 オール先発白星は楽天田中将大に次ぐ2人目”. 《닛칸 스포츠》. 2022년 4월 10일. 2022년 4월 20일에 확인함.
144. ↑  “オリ山本、連勝記録「18」で止まる　野手の失策で2失点…335日ぶりの黒星”. 《Full-Count》. 株式会社Creative2. 2022년 4월 19일. 2023년 8월 11일에 확인함.
145. ↑  “オリックス　山本由伸まさか　柳田にプロ初満塁被弾で６回途中７失点ＫＯ”. 《데일리 스포츠 online》. 2022년 5월 3일. 2022년 5월 3일에 확인함.
146. ↑  “【オリックス】登録抹消の山本由伸、肩肘に問題なく最短登録可能な14日ロッテ戦に照準”. 《닛칸 스포츠》. 2022년 5월 5일. 2022년 11월 1일에 확인함.
147. ↑  “オリックス・由伸が帰ってきた！　復帰初戦でいきなり8回無失点の好投で4勝目”. 《스포츠 닛폰》. 2022년 5월 14일. 2023년 8월 11일에 확인함.
148. ↑  “史上86人目の快挙！　山本由伸がノーヒットノーランを達成”. 《パ・リーグ.com》. 2022년 6월 18일. 2023년 8월 11일에 확인함.
149. ↑  “山本由伸投手ノーヒットノーラン達成記者会見”. 오릭스 버펄로스. 2022년 6월 18일. 2022년 6월 19일에 확인함.
150. ↑  “オリックス・由伸　史上86人目のノーノー達成！　1四球のみの“準完全”　NPB早くも今季4度目”. 《スポニチアネックス》. 株式会社スポーツニッポン新聞社. 2022년 6월 18일. 2022년 6월 18일에 원본 문서에서 보존된 문서. 2022년 6월 18일에 확인함.
151. ↑  “【オリックス】ノーヒットノーラン偉業の山本由伸「実力以上の成績」完全試合も遠い世界じゃない”. 《닛칸 스포츠》. 2022년 6월 18일. 2022년 11월 1일에 확인함.
152. ↑  “オリックス山本が無安打無得点、岡山出身初の快挙”. 《山陽新聞digitalさんデジ》. 2022년 6월 18일. 2023년 4월 7일에 원본 문서에서 보존된 문서. 2022년 8월 7일에 확인함.
153. ↑  “オリ・由伸&ラオウが6月の月間MVP　昨年6月以来の同時受賞「去年も一緒に取ったころからいい勢いに」”. 《스포츠 닛폰》. 2022년 7월 8일. 2022년 7월 8일에 확인함.
154. ↑  “【球宴】オリックス山本由伸「全力投球で」山岡泰輔「選んでいただいて光栄」監督推薦で選出”. 《닛칸 스포츠》. 2022년 7월 13일. 2023년 8월 11일에 확인함.
155. ↑  “【球宴】山本由伸“ろーたん”佐々木朗希に負けず０封「100倍楽しく投げた」次戦２日西武戦有力”. 《닛칸 스포츠》. 2022년 7월 28일. 2023년 8월 11일에 확인함.
156. ↑  “【オリックス】山本由伸「Ｖ争い幸せ」しびれるマウンド楽しみ７回２失点　今季初の単独首位導く”. 《닛칸 스포츠》. 2022년 9월 10일. 2023년 8월 11일에 확인함.
157. ↑  “【オリックス】山本由伸４安打完封で天王山先勝「気合十分」９回２死で最速157キロにドッと沸く”. 《닛칸 스포츠》. 2022년 9월 17일. 2023년 8월 11일에 확인함.
158. ↑  “月間MVP受賞オリックス・エース山本「すごくうれしい」　自身7度目、9月は4勝負けなし”. 《스포츠 닛폰》. 2022년 10월 18일. 2023년 8월 11일에 확인함.
159. ↑  “オリ連覇の立役者はやはりエース山本　後半戦は負けなし”. 《산케이 신문》. 2022년 10월 2일. 2023년 8월 11일에 확인함.
160. ↑  “【オリックス】山本由伸、史上初2年連続4冠達成　目標日本一へ「とにかく全力で投げたい」”. 《닛칸 스포츠》. 2022년 10월 3일. 2022년 11월 1일에 확인함.
161. ↑  “山本由伸、2年連続の「投手5冠」達成　複数回達成はプロ野球史上初…パ全日程終了”. 《Full-Count》. 株式会社Creative2. 2022년 10월 2일. 2022년 11월 1일에 확인함.
162. ↑  “【オリックス】山本由伸「切り替えて良い球を」お手玉後最大のヤマ場抑え8回0封快投で白星発進”. 《닛칸 스포츠》. 2022년 10월 12일. 2022년 11월 1일에 확인함.
163. ↑  “【オリックス】痛すぎる…山本由伸5回途中4失点、緊急降板で黒星発進　一時同点の粘り及ばず”. 《닛칸 스포츠》. 2022년 10월 22일. 2022년 11월 1일에 확인함.
164. ↑  “【オリックス】山本由伸も歓喜の輪「最悪」だった第1戦負傷　エース不在で奮い立った投手陣”. 《닛칸 스포츠》. 2022년 10월 30일. 2022년 11월 1일에 확인함.
165. ↑  “オリ・由伸　パ初2年連続　沢村賞「やりがい感じます」　選考基準7項目のうち5項目クリア”. 《스포츠 닛폰》. 2022년 10월 25일. 2022년 12월 13일에 확인함.
166. ↑  “プロ野球・最優秀バッテリーが発表　オリックスの山本＆若月は2年連続受賞”. 《BASEBALL KING》. 2022년 10월 18일. 2023년 8월 11일에 확인함.
167. ↑  “【ゴールデン・グラブ賞】オリックス山本由伸、球団投手２年連続は81、82年阪急山田久志以来”. 《닛칸 스포츠》. 2022년 11월 15일. 2023년 8월 11일에 확인함.
168. ↑  “パ・リーグ ベストナイン、オリックス3選手が受賞！”. 《오릭스 버펄로스》. 2022년 11월 24일. 2022년 11월 24일에 확인함.
169. ↑  “【パMVP得票数一覧】オリ・由伸が1位票255で圧倒！　吉田正、山川、朗希にも1位票入る”. 《스포츠 닛폰》. 2022년 11월 25일. 2023년 8월 11일에 확인함.
170. ↑  “オリックス・山本由伸が２年連続ＭＶＰ　ＦＡ加入の森友哉を歓迎「チームメートになれて心強い」”. 《산케이 스포츠》. 2022년 12월 15일. 2022년 12월 13일에 확인함.
171. ↑  “【オリックス】山本由伸６・５億で更改！球団史上最高年俸　イチローを上回るハイペース昇給”. 《닛칸 스포츠》. 2022년 12월 27일. 2023년 1월 3일에 확인함.
172. ↑  “【オリックス】エース山本由伸、金メダル胸に本拠地にがい旋「つけてきました」宮城大弥らも合流”. 《닛칸 스포츠》. 2023년 3월 24일. 2023년 8월 11일에 확인함.
173. ↑  “【オリックス】無双エース・山本由伸が今季初登板へ　６日のソフトバンク戦へ「絶対に負けられない」”. 《스포츠 호치》. 2023년 4월 5일. 2023년 8월 11일에 확인함.
174. ↑  “【オリックス】山本由伸「本当に、絶対に勝ちたかった」今季初登板６回２安打０封１勝　連敗３で止めた”. 《스포츠 호치》. 2023년 4월 7일. 2023년 8월 11일에 확인함.
175. ↑  “オリックスが連敗ストップ！　山本由伸が6回2安打6奪三振0封の快投”. 《パ・リーグ.com》. 2023년 4월 6일. 2023년 8월 11일에 확인함.
176. ↑  “オリックスに激震！先発予定の山本由伸が発熱で特例抹消　代役に竹安　ゴンザレスは右足指骨折”. 《데일리 스포츠》. 2023년 5월 20일. 2023년 8월 11일에 확인함.
177. ↑  “オリックス山本由伸『特例2023』から10日で復帰4勝目「熱はまあまあ出ました。意外と体が戻るのも早かった」”. 《주니치 스포츠》. 2023년 5월 30일. 2023년 8월 11일에 확인함.
178. ↑  “【オリックス】山本由伸、８回０封１１Ｋで交流戦３勝全勝　６勝＆防御率１・５９＆勝率７割５分でパ３冠”. 《스포츠 호치》. 2023년 6월 14일. 2023년 10월 27일에 확인함.
179. ↑  “今季初完投の山本由伸が単独トップ8勝目！　野口智哉ら若手の活躍光る”. 《パ・リーグ.com》. 2023년 7월 8일. 2023년 8월 11일에 확인함.
180. ↑  “オリックス・山本由伸がパのプラスワン投票で５度目の球宴出場「選んでいただけて、すごく光栄」”. 《산케이 스포츠》. 2023년 7월 14일. 2023년 8월 11일에 확인함.
181. ↑  “WBC再現リレーの山本由伸「楽しく投げられた」【オールスター】”. 《주니치 스포츠》. 2023년 7월 19일. 2023년 8월 11일에 확인함.
182. ↑  “オリックス・山本 戦後初の2年連続ノーヒットノーラン！キャッシュマンGMの前でNPB通算100度目”. 《스포츠 닛폰》. 2023년 9월 9일. 2023년 9월 9일에 확인함.
183. ↑  “【データ】山本由伸２年連続ノーノーは沢村栄治、亀田忠以来３人目　２リーグ制後は初”. 《닛칸 스포츠》. 2023년 9월 9일. 2023년 10월 27일에 확인함.
184. ↑  “山本由伸が無安打無得点試合 ロッテ戦、自身2度目の快挙”. 《デイリースポーツ online》. 株式会社デイリースポーツ. 2023년 9월 9일. 2023년 9월 11일에 확인함.
185. ↑  “【オリックス】山本由伸、ダルビッシュ有以来３年連続１５勝！森友哉はＶ弾！３連覇達成後も勢い止まらず”. 《스포츠 호치》. 2023년 9월 24일. 2023년 10월 27일에 확인함.
186. ↑  “【オリックス】山本由伸が４年連続８度目の月間ＭＶＰ「今シーズン初受賞だったのでうれしい」”. 《닛칸 스포츠》. 2023년 10월 24일. 2023년 10월 27일에 확인함.
187. ↑  “山本由伸、史上初の3年連続「投手4冠」　防御率1.21はパ歴代2位…個人タイトル確定”. 《Full-Count》. 株式会社Creative2. 2023년 10월 10일. 2023년 10월 10일에 확인함.
188. ↑  “【オリックス】３連覇の中心に大エース山本由伸「この優勝を自分の成長に」変化を恐れず進化求めた”. 《닛칸 스포츠》. 2023년 9월 20일. 2023년 11월 6일에 확인함.
189. ↑  “【オリックス】エース山本由伸７回５失点も打線が援護し逆転勝ち！アドバンテージ含め２勝０敗に”. 《닛칸 스포츠》. 2023년 10월 18일. 2023년 10월 27일에 확인함.
190. ↑  “【オリックス】山本由伸まさかの乱調で日本Ｓ初勝利逃す、次回登板信じて「しっかり準備したい」”. 《닛칸 스포츠》. 2023년 10월 28일. 2023년 11월 6일에 확인함.
191. ↑  “【オリックス】２年連続日本一へ「逆王手」！山本由伸リベンジの１失点完投で日本シリーズ初白星”. 《닛칸 스포츠》. 2023년 11월 4일. 2023년 11월 6일에 확인함.
192. ↑  “【オリックス】山本由伸が日本シリーズ新記録の１試合14奪三振　工藤公康、ダルビッシュ上回る”. 《닛칸 스포츠》. 2023년 11월 4일. 2023년 11월 6일에 확인함.
193. ↑  “【オリックス】シリーズ新記録の１試合14Ｋ山本由伸が優秀選手　打率４割の紅林弘太郎が敢闘賞”. 《닛칸 스포츠》. 2023년 11월 5일. 2023년 11월 6일에 확인함.
194. ↑  “【オリックス】山本由伸3年連続沢村賞　金田正一以来65年ぶり２人目の偉業「すごくうれしい」”. 《닛칸 스포츠》. 2023년 10월 30일. 2023년 11월 6일에 확인함.
195. ↑  “【オリックス】山本由伸と3年連続最優秀バッテリー賞若月健矢「今から相方探しを頑張ります」”. 《닛칸 스포츠》. 2023년 11월 27일. 2023년 12월 5일에 확인함.
196. ↑  “【ゴールデン・グラブ賞】山本由伸「もっともっと野球がうまくなるように」今季「7冠目」獲得”. 《닛칸 스포츠》. 2023년 11월 10일. 2023년 12월 5일에 확인함.
197. ↑  “【ベストナイン】オリックス最多5人　山本由伸、宗佑磨は3年連続、頓宮、紅林は初　森2年ぶり”. 《닛칸 스포츠》. 2023년 11월 27일. 2023년 12월 5일에 확인함.
198. ↑  “【NPBアワード】オリックス山本由伸がイチロー以来3年連続MVP「順調なプロ野球生活」”. 《닛칸 스포츠》. 2023년 11월 28일. 2023년 12월 5일에 확인함.
199. ↑  “【NPBアワード】MVPパ山本由伸1位突出の259票　セは阪神村上頌樹が新人王と2冠／得票詳細”. 《닛칸 스포츠》. 2023년 11월 28일. 2023년 12월 5일에 확인함.
200. ↑  “山本由伸投手の「ポスティング」について”. 《오릭스 버펄로스》. 2023년 11월 5일. 2023년 11월 6일에 확인함.
201. ↑  “【オリックス】山本由伸のポスティング申請受理　日本時間21日午後10時から交渉へ　争奪戦いよいよ”. 《닛칸 스포츠》. 2023년 11월 21일. 2023년 12월 5일에 확인함.
202. 1 2 3  “ドジャースが山本由伸の獲得発表　12年契約、譲渡金約72億円”. 《산케이 신문》. 2023년 12월 22일. 2023년 12월 31일에 확인함.
203. ↑  “山本由伸「前田健太さんが登板しているのも実際に見ました」日本人3人目のドジャース背番号18”. 《닛칸 스포츠》. 2023년 12월 28일. 2023년 12월 31일에 확인함.
204. ↑  “山本由伸「勝ち続けたい気持ちが強い。そこに一番近いのはドジャース」決断の理由／一問一答1”. 《닛칸 스포츠》. 2023년 12월 28일. 2023년 12월 31일에 확인함.
205. ↑  조은혜 (2023년 12월 30일). “야마모토, 서울시리즈서 다르빗슈와 맞대결?…"상상이 안 되네요"”. 《엑스포츠뉴스》. 2024년 1월 6일에 확인함.
206. ↑  AJ Cassavell, Juan Toribio (2024년 3월 18일). “Dodgers, Padres probables set for season-opening Seoul Series”. 《MLB.com》 (영어). 2024년 3월 21일에 확인함.
207. ↑  “ドジャースの大谷翔平らが韓国到着　ソウルでパドレスと開幕戦へ”. 《聯合ニュース》. 2024년 3월 15일. 2024년 3월 21일에 확인함.
208. ↑  “Dodgers announce Seoul Series 26-man roster”. 《MLB.com》 (영어). 2024년 3월 20일. 2024년 3월 21일에 확인함.
209. 1 2  Juan Toribio (2024년 3월 21일). “Yamamoto greeted harshly in 1-inning Dodgers debut”. 《MLB.com》 (영어). 2024년 3월 21일에 확인함.
210. ↑  宇根夏樹 (2024년 3월 22일). “山本由伸の防御率45.00は先発デビューの日本人投手ワースト。これまでの投手の２登板目は!?”. 《Yahoo!ニュース》. 2024년 3월 22일에 원본 문서에서 보존된 문서. 2024년 3월 22일에 확인함.
211. ↑  “ドジャース 山本由伸が初勝利「本当にうれしい」 大谷は2安打”. NHK. 2024년 4월 6일. 2024년 4월 9일에 확인함.
212. ↑  “Yamamoto moved to 60-day IL, out until at least mid-August”. MLB. 2024년 11월 15일에 확인함.
213. ↑  “ドジャース劇的逆転勝ちで３年連続の地区優勝　２戦連続Ｖ打のヒーロー大谷翔平は米７年目で念願の初優勝”. 《스포츠 호치》. 2024년 9월 27일에 확인함.
214. ↑  “ドジャースが４年ぶりワールドシリーズ進出決定！　大谷翔平２安打で逆転貢献…ヤンキースと頂上決戦へ”. 《스포츠 호치》. 2024년 10월 21일에 확인함.
215. ↑  “山本由伸が球界史上初「５冠」達成！プレミア１２、東京五輪、日本一、ＷＢＣ、ＷＳ制覇のコンプリート”. 2024/10/31에 확인함.
216. ↑  “山本由伸、メジャー1年目でWS制覇 PS通算2勝0敗、防御率3.86と本領発揮「最高の形で終れた」”. 《BASEBALL KING》 (일본어). 2024년 10월 31일. 2025년 4월 6일에 확인함.
217. ↑  “大谷翔平の７年目世界一は意外にも日本人最遅タイ 山本由伸は日本人最年少頂点…２人で世界一は３度目”. 《스포츠 호치》 (일본어). 2024년 10월 31일. 2024년 11월 5일에 확인함.
218. ↑  Sonja Chen (2025년 3월 14일). “Dodgers finalize travel roster ahead of Tokyo Series”. 《MLB.com》 (영어). 2025년 3월 17일에 확인함.
219. ↑  “大谷翔平が“侍３ショット”公開！山本由伸＆佐々木朗希とともに日本到着”. 《스포츠 호치》. 2025년 3월 14일에 확인함.
220. ↑  日本テレビ. “「最高の気持ち」山本由伸が5回1失点で開幕投手を全う 場内インタビューでファンに感謝 5回終わりの大谷翔平との会話明かす｜日テレNEWS NNN”. 《日テレNEWS NNN》 (일본어). 2025년 3월 18일에 확인함.
221. ↑  “山本由伸、月間MVPを初受賞 両リーグトップ防御率1.06…日本勢5人目の快挙、MLB発表”. 《Full-Count（フルカウント） ― 野球ニュース・速報・コラム ―》 (일본어). 2025년 5월 3일. 2025년 5월 8일에 확인함.
222. ↑  “侍山本由伸「楽しめた」152キロ2K本拠デビュー”. 《닛칸 스포츠》. 2019년 3월 10일. 2019년 4월 3일에 확인함.
223. ↑  “存在感増すオリックスの山本＝セットアッパーで起用へ－野球侍ジャパン”. 《지지 통신사》. 2019년 9월 29일. 2019년 10월 24일에 확인함.[깨진 링크(과거 내용 찾기)]
224. ↑  “東京五輪に挑む侍ジャパンメンバー発表！「プロ野球ニュース」解説陣が期待する選手は？”. 《BASEBALL KING》. 2021년 6월 17일. 2021년 9월 9일에 확인함.
225. ↑  “侍ジャパン　先発・山本由伸、6回2安打無失点の好投 「甲斐さんを信じて投げました」”. 《스포츠 닛폰》. 2021년 7월 28일. 2021년 9월 11일에 확인함.
226. ↑  “侍ジャパン山本由伸６回途中５安打２失点で降板　「勝ち越しを信じて応援」”. 《닛칸 스포츠》. 2021년 8월 4일. 2021년 9월 11일에 확인함.
227. ↑  “【侍ジャパン】若きエース・山本由伸も金メダルを手に感無量「達成感というか…嬉しい」”. 《도쿄 스포츠》. 2021년 8월 8일. 2021년 9월 11일에 확인함.
228. 1 2  “侍ジャパン・山田哲人が五輪MVPに ベストナインには坂本、山本、甲斐の3選手”. 《Full-Count》. 株式会社Creative2. 2021년 8월 7일. 2021년 9월 11일에 확인함.
229. ↑  “【WBC】侍ジャパンに大谷翔平、山本由伸、戸郷翔征、佐々木朗希、村上宗隆ら　先行メンバー発表”. 《닛칸 스포츠》. 2023년 1월 6일. 2023년 3월 20일에 확인함.
230. ↑  “【WBC】山本由伸４回８Ｋ０封でオーストラリア打線を制圧　威力、制球も申し分なし”. 《닛칸 스포츠》. 2023년 3월 12일. 2023년 3월 20일에 확인함.
231. ↑  “【侍一問一答】決勝での先発が予想されている侍ジャパン・山本由伸「とにかく勝つしかない」／ＷＢＣ”. 《산케이 스포츠》. 2023년 3월 18일. 2023년 12월 25일에 확인함.
232. ↑  “ＷＢＣ準決勝、五回から登板の山本由伸が４奪三振「これまでの野球人生で最高の経験」”. 《요미우리 신문》. 2023년 3월 21일. 2023년 10월 27일에 확인함.
233. 1 2  “Yoshinobu Yamamoto Stats: Statcast, Visuals & Advanced Metrics”. 《baseballsavant.mlb.com》. 2025년 3월 24일. 2025년 3월 24일에 확인함.
234. ↑  “【オリックス】山本由伸、自己最速１５９キロ！球団日本人最速も更新 ８回１１Ｋ両リーグ最多タイ９勝”. 《스포츠 호치》. 2022년 7월 9일. 2022년 7월 9일에 확인함.
235. 1 2  “【オリックス】山本由伸、新球シュート披露「まだ何球か。今季は使うと思います」”. 《스포츠 호치》. 2019년 2월 9일. 2019년 5월 11일에 확인함.
236. 1 2  “Eyewitness Scouting Report”. 《Baseball Prospectus》. 2024년 5월 9일에 확인함.
237. ↑  “オリックス4位“ヨシノブ”志願　金子に弟子入り”. 《스포츠 닛폰》. 2017년 10월 21일. 2017년 6월 12일에 확인함.
238. ↑  “パ防御率1位・山本由伸は「万能」。快投を支える気づきと勝利への欲求。（2）”. 《Number Web》. 2019년 7월 12일. 2019년 10월 24일에 확인함.
239. ↑  “パ防御率1位・山本由伸は「万能」。快投を支える気づきと勝利への欲求。（3）”. 《Number Web》. 2019년 7월 12일. 2019년 10월 24일에 확인함.
240. ↑  “オリックス・山本　プロ初完封!自己最多11K　毎日3時間の強化体操で成果実る”. 《데일리 스포츠》. 2019년 6월 19일. 2019년 2월 14일에 확인함.
241. ↑  “オリックス・山本由伸の飛躍の裏側にあった「やり投げ理論」と練習方法”. 《スポーツブル (スポブル)》. 2019년 1월 23일. 2020년 6월 23일에 확인함.
242. ↑  “オリックス山本が珍トレをカミングアウト　やりに続いて取り入れた極秘アイテムとは”. 《스포츠 닛폰》. 2021년 2월 2일. 2021년 2월 2일에 확인함.
243. ↑  “猿まね厳禁！有望若手が首脳陣を困惑させた「越境」合同自主トレの弊害”. 《ココカラnext》. 2023년 2월 11일. 1쪽. 2024년 5월 9일에 확인함.
244. ↑  “猿まね厳禁！有望若手が首脳陣を困惑させた「越境」合同自主トレの弊害”. 《ココカラnext》. 2023년 2월 11일. 2쪽. 2024년 5월 9일에 확인함.
245. ↑  “猛牛軍団のセットアッパーは19歳 山本由伸が思い描く未来とは!?”. 《Sportsnavi》. 2018년 6월 26일. 2018년 8월 8일에 확인함.
246. 1 2  “井川慶氏　大リーグで通用する投手はオリックス・由伸と即答「そういう投手初めて見ました」”. 《스포츠 닛폰》. 2020년 6월 28일. 2020년 7월 6일에 확인함.
247. ↑  “オリックス山本、魔球カットボールで「8回の男」へ”. 《닛칸 스포츠》. 2018년 6월 20일. 2018년 6월 20일에 확인함.
248. ↑  “オリックス山本「幅広がる」Rジョンソン流新球披露”. 《닛칸 스포츠》. 2019년 2월 8일. 2019년 5월 11일에 확인함.
249. ↑  “オリックス山本由伸　無邪気でバレない150キロ超え変化球で世界に挑む”. 《닛칸 스포츠》. 2021년 7월 3일. 2021년 7월 28일에 확인함.
250. ↑  “侍稲葉監督「気になる」オリックス154キロ腕山本”. 《닛칸 스포츠》. 2018년 6월 7일. 2020년 7월 6일에 확인함.
251. ↑  “由伸改めヨッシー？「少し恥ずかしかった」オリックス・山本〝オリっこ〟ＤＡＹ快投”. 《산케이 스포츠》. 2021년 9월 18일. 2024년 3월 3일에 확인함.
252. ↑  “山本由伸 少年時代の指導者はチームメイト頓宮の叔父「あのヨシがメジャーで活躍するなんて」”. 《スポニチ Sponichi Annex》. 2023년 12월 28일. 2024년 3월 3일에 확인함.
253. ↑  ベースボール・マガジン社『週刊ベースボール』2018年10月1日号 p.45.
254. ↑  “オリックス山本と頓宮の実家は隣　お立ち台も並ぶか”. 《닛칸 스포츠》. 2019년 2월 12일. 2019년 2월 14일에 확인함.
255. ↑  “山本由伸、頓宮と「実家お隣さん」結成も首7度振る”. 《닛칸 스포츠》. 2020년 3월 10일. 2020년 7월 6일에 확인함.
256. ↑  “3勝目のオリ・由伸　実家が隣同士の頓宮とお立ち台初共演「えー、何やろ。いつも、ありがとう」”. 《스포츠 닛폰》. 2023년 5월 14일. 2023년 12월 5일에 확인함.
257. ↑  “巨人戸郷が育った大自然　山本由伸との縁も／連載4”. 《닛칸 스포츠》. 2020년 11월 24일. 2020년 12월 16일에 확인함.
258. ↑  “オリックス・山本 V導いた 破竹15連勝！無敵投手7冠「自分の力以上の数字」”. 《데일리 스포츠》. 2021년 10월 28일. 2022년 1월 10일에 확인함.
259. ↑  “山本由伸427億でドジャースへ！ 最強投手の原点は「走り込みを辞めたこと」”. 《高校野球ドットコム》. 2023년 12월 23일. 2024년 5월 9일에 확인함.
260. ↑  “【コトバのチカラ】「とにかくうまくなりたい」野球　山本由伸さん”. 《미야자키 일일 신문》. 2021년 8월 7일. 2022년 3월 31일에 확인함.
261. ↑  “【オリックス】山本由伸がＣＳ史上初のスミ１完封　今季最多１万７９１５人の歓声が「力になった」”. 《스포츠 호치》. 2021년 11월 11일. 2022년 3월 31일에 확인함.
262. ↑  “【県勢努力の軌跡】野球　山本由伸投手（都城高出）”. 《미야자키 일일 신문》. 2021년 7월 28일. 2022년 3월 31일에 확인함.
263. ↑  “ゴールドポストプロジェクト”. 首相官邸 オリンピック・パラリンピックレガシー推進室. 2022년 6월 7일에 확인함.
264. ↑  “オリックス山本由伸が高機能マスク200万円分を寄贈「何かできることはないかと」”. 《Full-Count》. 2020년 5월 13일. 2025년 3월 5일에 확인함.
265. ↑  “【MLB】ドジャース・山本由伸、地元小学生と交流 「元気をもらえた」”. 《산케이 스포츠》. 2024년 8월 21일. 2025년 3월 5일에 확인함.
266. ↑  “オリ・由伸　3年連続で沢村賞受賞　金田正一以来史上2人目　3度の選出も史上最多タイ”. 《스포츠 닛폰》. 2023년 10월 30일. 2023년 10월 30일에 확인함.
267. ↑  “日本生命セ・パ交流戦 2021 表彰選手”. 일본 야구 기구. 2021년 6월 17일. 2021년 6월 17일에 확인함.
268. ↑  “オリックス山本がプロ初勝利！打線も２１安打の猛攻でロッテ下す”. 《스포츠 닛폰》. 2017년 8월 31일. 2017년 8월 31일에 확인함.
269. ↑  “阪神×オリックス 2018/6/21(木) の試合速報・結果”. 《週刊ベースボールONLINE》. 2025년 1월 19일에 확인함.
270. ↑  “【オリックス】山本由伸が投手「5冠」斉藤和巳以来史上8人目…来季は楽天・田中将大の28連勝に挑む”. 《스포츠 호치》. 2021년 10월 31일. 2021년 11월 7일에 확인함.
271. 1 2  “【データ】山本由伸２年連続ノーノーは沢村栄治、亀田忠以来３人目　２リーグ制後は初”. 《닛칸 스포츠》. 2023년 9월 9일. 2023년 9월 9일에 확인함.
272. ↑  “【西武】51年ぶり屈辱…今季２度目のノーノーくらう「なんだよ。1敗は1敗」辻監督自嘲気味”. 《닛칸 스포츠》. 2022년 6월 18일. 2022년 6월 19일에 확인함.
273. ↑  “オリックス山本が史上初の10代30HPを記録　「これからもチームに貢献したい」”. 《Full-Count》. 2018년 8월 11일. 2024년 3월 7일에 확인함.
274. ↑  “【データ】オリックス山本由伸、WHIPでも大記録迫る　５年連続０点台達成ならパ最長記録更新”. 《닛칸 스포츠》. 2023년 9월 25일. 2024년 3월 7일에 확인함.
275. ↑  “山本由伸、史上初の3年連続「投手4冠」　防御率1.21はパ歴代2位…個人タイトル確定”. 《Full-Count》. 2023년 10월 10일. 2023년 10월 12일에 확인함.
276. 1 2  “HR/9｜被本塁打率　歴代ランキング”. 《球速ドットコム》. 2023년 11월 5일에 확인함.
277. ↑  “オリックス・山本がプロ野球タイ記録となる1イニング3死球”. 《데일리 스포츠》. 2020년 7월 5일. 2020년 7월 5일에 확인함.
278. ↑  “25イニング連続Ｋも山本由伸黒星　記録上位では初”. 《닛칸 스포츠》. 2020년 8월 26일. 2020년 11월 16일에 확인함.
279. ↑  “ロッテ・佐々木朗が２７イニング連続奪三振　山本由伸超えで史上３位”. 《데일리 스포츠》. 2022년 4월 10일. 2022년 4월 11일에 확인함.
280. ↑  “【データ】山本由伸が球団新15連勝　斉藤和巳以来「投手５冠」確実に”. 《닛칸 스포츠》. 2021년 10월 25일. 2021년 10월 25일에 확인함.
281. 1 2  “【データ】山本由伸１試合14奪三振の日本シリーズ新記録　オリックス45年ぶりの完投勝利も”. 《닛칸 스포츠》. 2023년 11월 4일. 2023년 11월 4일에 확인함.
282. 1 2  “ドジャースデビューの山本由伸にMLBの洗礼　立ち上がりの猛攻受け初回5失点KO”. 《BASEBALL KING》. 2024년 3월 21일. 2024년 3월 21일에 확인함.